# Epidemia de holeră din timpul participării României la cel de-Al Doilea Război Balcanic
Epidemia de holeră din timpul participării României la cel de-Al Doilea Război Balcanic a fost o epidemie de holeră care a afectat în special Armata României în timpul participării acesteia la cel de-Al Doilea Război Balcanic. Evenimentele au fost parte a unui val epidemic al celei de-a șasea pandemii de holeră, declanșată în 1899, ce a afectat în perioada 1912-1913 toate statele participante la Războaiele Balcanice.
Printre cauzele principale ale declanșării epidemiei s-au aflat, alături de condițiile impuse de terenul pe care se afla Armata de Operații, atât lipsa de pregătire a autorităților militare române în ce privește posibilitatea apariției unui astfel de eveniment, a cărui probabilitate era mare într-o zonă deja dovedită ca fiind afectată de holeră, cât și deficiențele structurale și organizatorice ale Serviciului Sanitar al Armatei. Nu în ultimul rând, proasta organizare și erorile în ce privește aprovizionarea armatei au expus suplimentar trupele riscului de îmbolnăvire.
Primul caz de holeră a apărut printre militarii români la 13 iulie 1913, totalul victimelor înregistrate în armată fiind cotat variabil între 1087 și 1611 de decese și în jur de 15.000 de îmbolnăviri. În populația civilă din România numărul de morți a fost cotat drept mic (o cifră avansată în 1914 indicând 5700 de cazuri înregistrate, cu 3000 de decese).
Datorită cu precădere vaccinului antiholeric administrat trupelor în timpul campaniei militare, sub conducerea Dr. Ion Cantacuzino, precum și măsurilor preventive sau corective luate în destul de scurt timp, progresia epidemiei a putut fi oprită în armată anterior întoarcerii trupelor în garnizoanele din țară. Cu această ocazie, în România s-a făcut prima combatere organizată științific a holerei pe mapamond, iar Dr. Cantacuzino a devenit astfel primul din lume care a folosit cu succes pe scară largă metoda vaccinării în plin focar epidemic, reușind să demonstreze validitatea tehnicii aflate în cauză precum și eficiența unei profilaxii organizate
Epidemia a continuat totuși, aflată fiind în declin, la cote reduse atât în rândul trupelor cât și în rândul populației civile românești, până în luna noiembrie 1913. Ca măsuri complementare, au fost adoptate atât soluția organizării unui sistem de carantinare și de tratare a militarilor care erau bolnavi pe teritoriul românesc, pe un aliniament paralel cu Dunărea, cât și carantinarea trupelor aflate în drum spre garnizoanele de domiciliu, sau vaccinarea populației populației civile de pe traseele urmate de acestea.
Experiența și învățămintele acumulate în practică în 1913 au servit atât  dotării armatei, precum și pregătirii și completării personalului sanitar necesar unei viitorare campanii militare și s-au transformat într-un model, replicat în perioada Primului Război Mondial la o cu totul altă dimensiune.

## Contextul
Războiul este, conform lui Nikolai Pirogov, „o epidemie de răniți și o cauză de dezvoltare a bolilor epidemice”.

### Elemente clinice și de epidemiologie

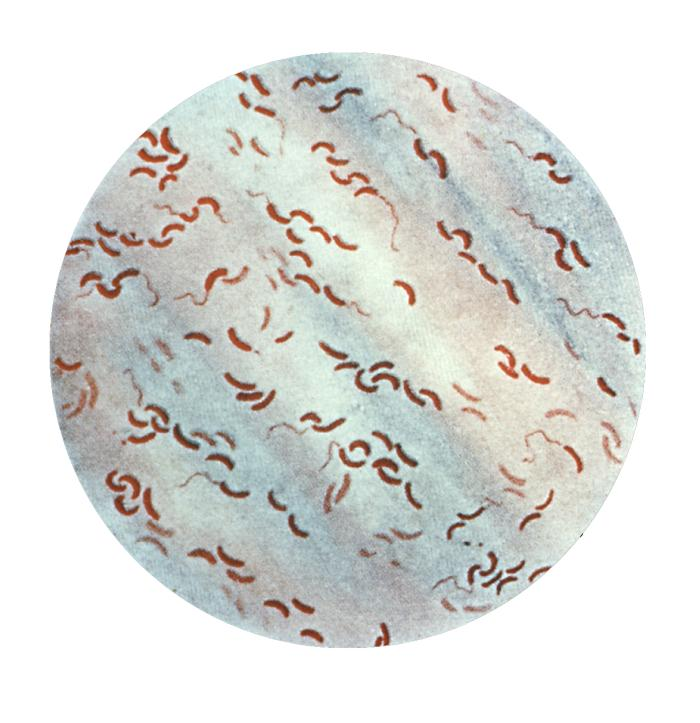
Vibrioni holerici, specimen colorat Gram (imagine provenită de la CDC Atlanta).

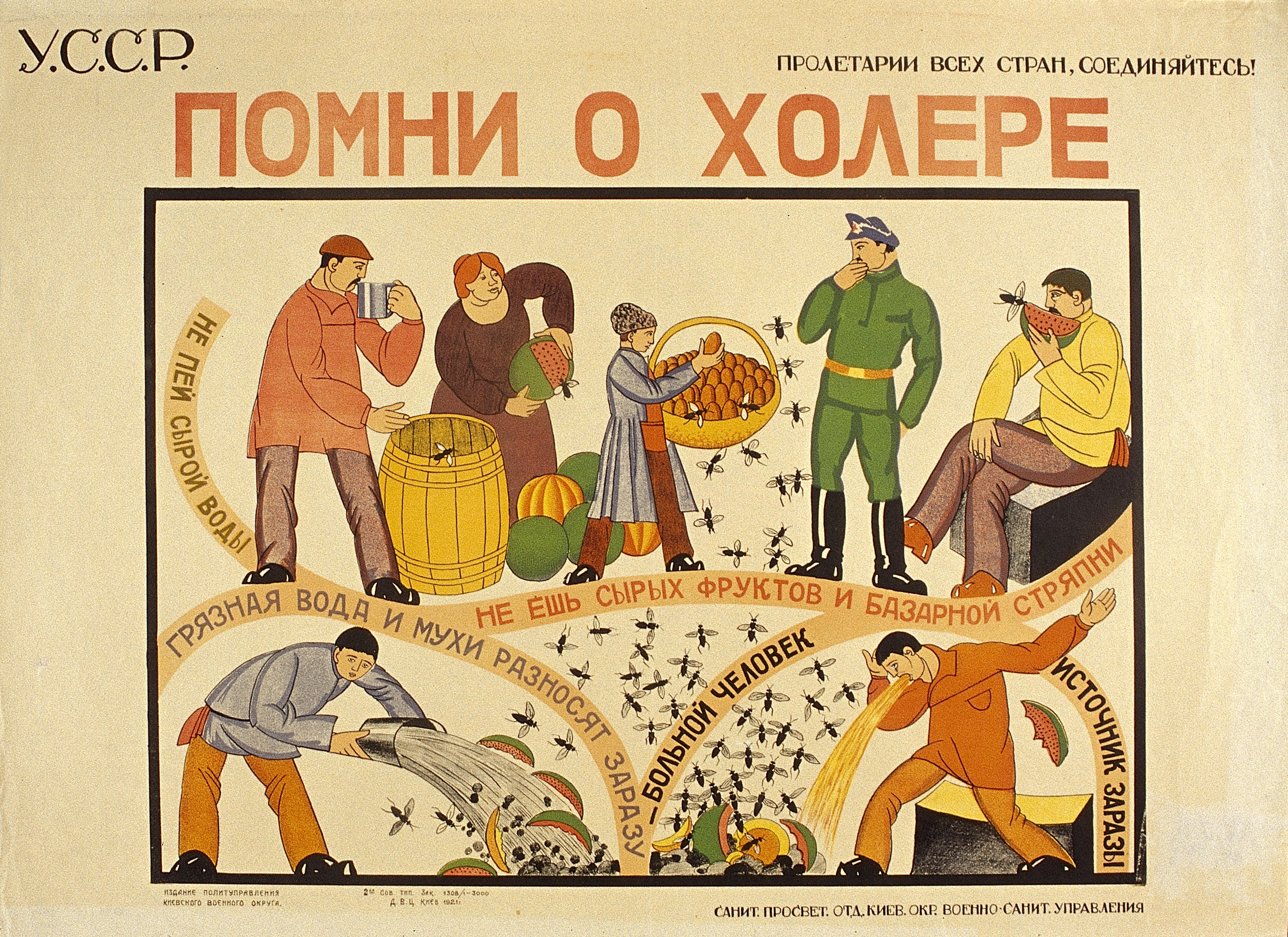
Litografie din 1921 de educaţie sanitară din Ucraina: „Proletari din toate ţările, uniţi-vă ! Nu uitaţi de holeră.” În stânga sus: „Nu beţi apă nefiartă”; dreapta sus: „Nu consumaţi fructe nespălate şi mâncare luată de la piaţă”; jos stânga: „Apa murdară și muștele transmit boala”; jos dreapta : „Bolnavul este o sursă de infecție”

Holera reprezintă o boală infecțioasă endemo-epidemică acută, determinată de endotoxina vibrionului holeric  (Vibrio cholerae). Clinic se manifestă prin diaree apoasă, vărsături și deshidratare masivă, ce conduc la o profundă alterare a stării generale. Evoluția sa este severă, cu evoluție spre colaps, însoțit de răcirea semnificativă a corpului și mortalitate variabilă, de 50-80 % în ce privește cazurile netratate.
Rezistența vibrionilor în mediul extern este variabilă, de la câteva ore la câteva zile, în funcție de condiții (de exemplu rezistă câteva zile în scaunul holericilor și în legume). Epidemiile de holeră sunt de contact (cel mai frecvent), sau hidrice. Rezervorul de infecție este reprezentat de bolnavi și de purtători (convalescenți sau sănătoși, portajul putând dura în unele cazuri până la câteva luni). Există și un rezervor extrauman, reprezentat de crustacee sau moluște. Pătrunderea vibrionului holeric în tractul digestiv se face prin intermediul mâinilor murdare, sau indirect, prin intermediul apei, produselor marine, al alimentelor și obiectelor contaminate. Muștele pot și ele interveni în transmiterea bolii.
Izbucnirile epidemice apar în zonele endemice mai ales în lunile călduroase și la copii (în ariile nou infectate pot surveni în orice anotimp).
Receptivitatea este generală, dar numai o proporție de infectați fac boala (5-10 infectați la 1 caz de boală, pentru forma clasică, exceptând biotipul El Tor), restul făcând forme asimptomatice sau devenind purtători. Incubația este variabilă, de la 4 ore la 7 zile, cu o medie de 3 zile. Boala poate fi rapid fatală, un bolnav anterior sănătos putând ajunge cu tensiunea scăzută la o oră de la debut și putând muri în 2-3 ore, în absența tratamentului (cel mai frecvent însă, evoluția de la scaun lichid la starea de șoc se face în 3-12 ore). Există și forme necomplicate autolimitate, iar pacienții se recuperează în 3-6 zile. Purtătorii elimină vibrioni de la 2 la 19 zile de la contactul infectant (luni sau ani la biotipul El Tor).
Măsurile eficiente de control ale holerei nu sunt diferite de cele de prevenire a oricărei infecții digestive (depunerea igienică a excrementelor, protecția apelor și a alimentelor de contaminare, fierberea apei sau folosirea de ceaiuri, prepararea termică a alimentelor). Igiena alimentară riguroasă și stârpirea muștelor completează măsurile specificate anterior. În zonele endemice apa de consum trebuie fiartă și trebuie evitat consumul de legume, sau de produse marine nepreparate termic. În mod obligatoriu, orice caz sau supiciune de caz de holeră se internează în spital, ulterior efectuându-se dezinfecție în focar. Persoanele care au avut contact cu cele bolnave, la rândul lor,  vor fi supravegheate din punct de vedere clinic și bacteriologic pe o perioadă de o săptămână. Profilaxia specifică se realizează prin vaccinarea antiholerică. Aceasta însă este doar complementară măsurilor de sanitație și de igienă, completate de educația sanitară, măsuri care reprezintă soluția optimă din punct de vedere economic și al eficienței (vaccinarea asigură o protecție parțială de doar 50-60 % și efectul său este limitat la 3-6 luni).

### Istoric
Endemică în Asia de Sud-Est (deltele Gangelui și Brahmaputrei), în prima partea a secolului al XIX-lea boala a depășit limitele zonei sale de maximă endemicitate și s-a propagat pe Terra în șase valuri succesive, între 1817-1913. Ultimul, debutat în 1899 tot în India și propagat în 1902 datorită pelerinilor musulmani, a ajuns în estul Europei în anul 1904. Până în 1912 a rămas în Asia Mică, de unde a fost adus de trupele turcești odată cu Primul Război Balcanic.
Meritul descoperirii vaccinării antiholerice aparține medicului spaniol Jaume Ferran i Clua, aceasta fiind pusă în practică în 1884. Mai multe încercări de vaccinare antiholerică ulterioare, în timpul epidemiilor din India 1893-1895 și din Rusia în 1904-1909, s-au soldat cu rezultate contradictorii, datorită lipsei de rigurozitatea în aplicarea tehnicii.

#### Particularitățile asociate Peninsulei Balcanice

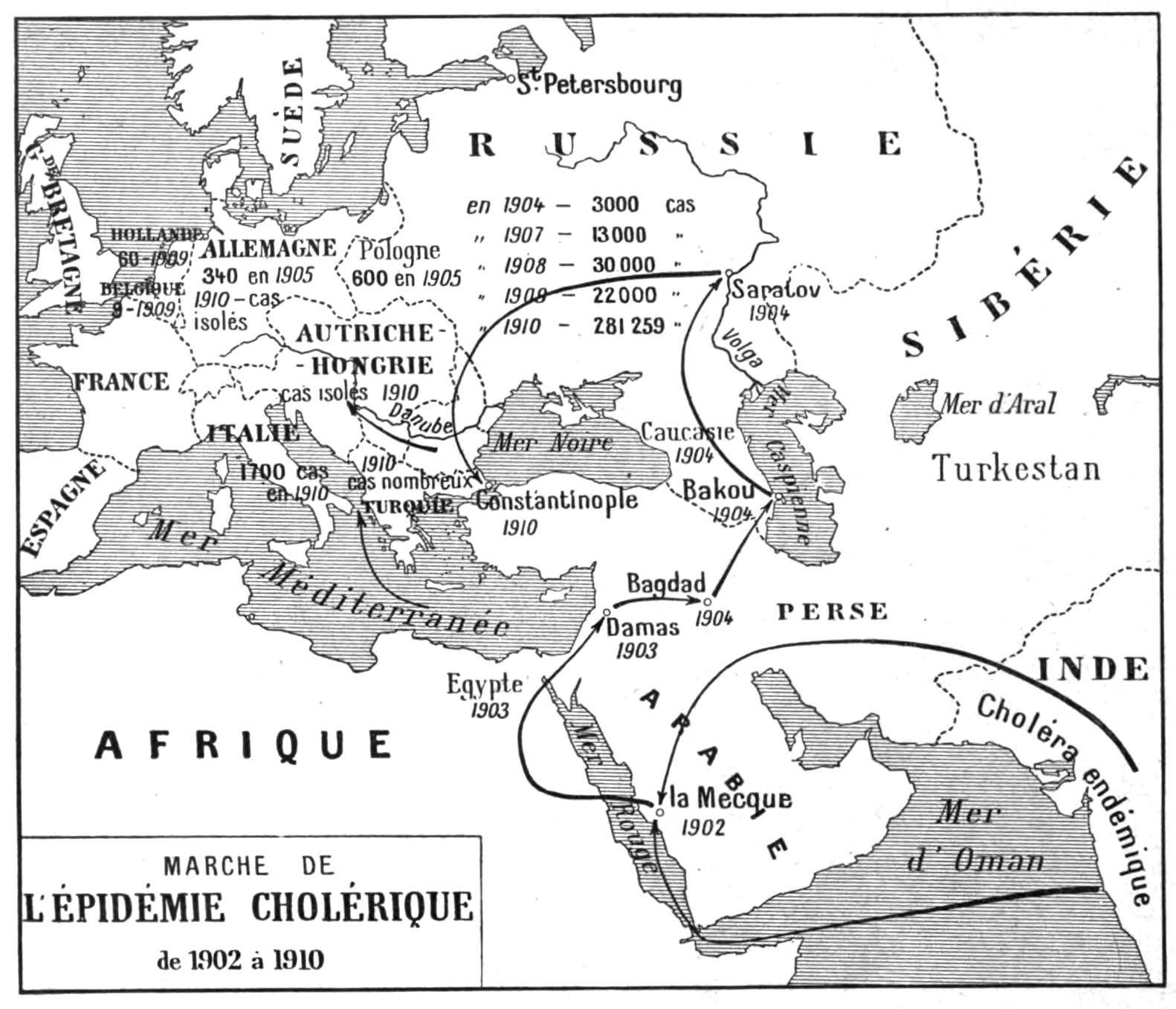
Evoluţia pandemiei de holeră între 1902-1910 (hartă din Larousse mensuel illustré, 1911

În 1913, holera s-a extins în țările balcanice și în calitate de dramă trăită de toți combatanții conflictului balcanic, afecțiunea respectivă a reprezentat un inamic comun ce a luat, fără vreo deosebire, viețile soldaților turci, greci, bulgari, sârbi și români.
Conform colonelului Cihoski, atașat pe langă Marele Cartier General sârb în 1913, boala a fost transmisă inițial în timpul Primului Război Balcanic de contingentele turcești din Anatolia, care au transmis-o bulgarilor la Ceatalgea (astăzi Çatalca), precum și în timpul celui de-Al Doilea Război Balcanic. În Bulgaria situația sanitară, mai ales în ce privește satele, era precară, caracteristică menționată în rapoartele diplomatice trimise de la Sofia, către București.
De la bulgari, boala s-a răspândit la sârbi în cursul confruntărilor din iunie 1913. Este de notat de asemenea că, în timpul luptelor dintre bulgari și greci, generalul Nikola Ivanov, care comanda trupele bulgare aflate în retragere în iulie 1913, a ordonat aruncarea în puțurile de apă a cadavrelor de holerici. Cu toate acestea, impactul acestei măsuri asupra armatei grecești nu a fost cel scontat, deoarece militarii acesteia fuseseră vaccinați antiholeric. La polul opus, s-a aflat armata Regatului Serbiei din cauză că medicii sârbi nu au avut încredere în vaccin. Astfel, doar puținii bacteriologii sârbi aflați în serviciul militar au început campania de vaccinare în rândul propriilor trupe. De asemenea, condițiile au fost agravate semnificativ de numărul mic de medici existenți în Serbia, la baza acestei probleme stând faptul că Serbia nu avea o facultate națională de medicină, ceea ce făcea ca viitorii medici sârbi să trebuiască să urmeze școli de specialitate în străinătate.
Pe de altă parte însă, teatrul de război dintre Dunăre și Munții Balcani era caracterizat în acea epocă de o infrastructură deplorabilă, iar anotimpul în care România urma să fie parte activă la conflict urma să fie vara, cu condițiile sale specifice.

#### Situația prealabilă din Regatul României

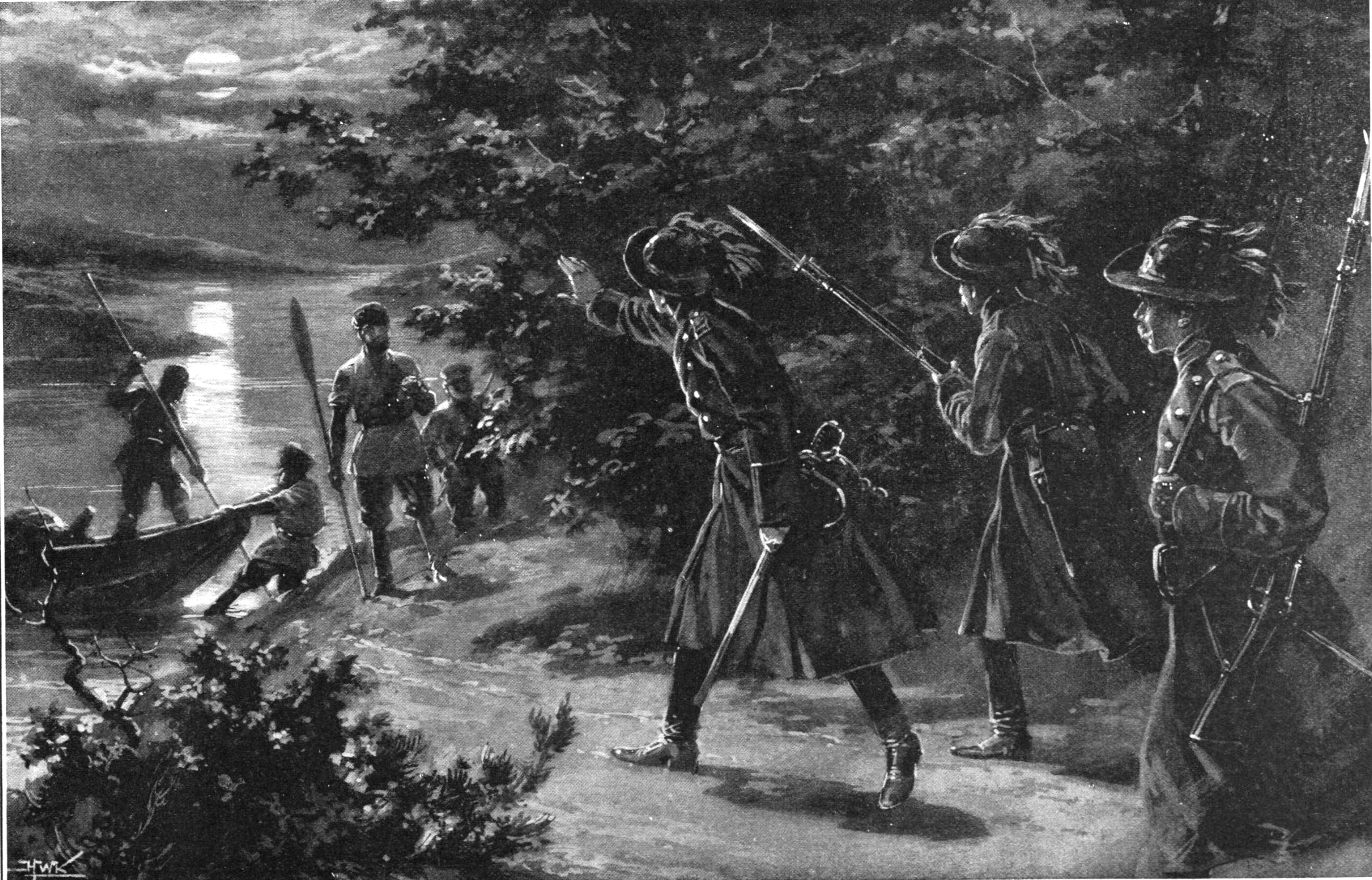
Efect al eforturilor autorităţilor român de prevenţie a holerei de import, adusă din Rusia, în 1905: grăniceri întorcând călători care, încearcau să traverseze frontiera româno-rusă de pe Prut (The Illustrated London News, 14 octombrie 1905).

România, în 1912 și prima jumătate a anului 1913 a rămas neafectată de pandemia de holeră, cu toate că a existat un număr mic de cazuri de import din Rusia, rezolvate rapid ca urmare a măsurilor sanitare aplicate cu vigoare, în porturile Galați, Brăila și Constanța. în anii 1908-1911.
În 1912, Dr. Ion Cantacuzino a trimis în Bulgaria o echipă medicală condusă de Dr. C. Ionescu-Mihăești, pentru a studia epidemia care debutase acolo. Ca atare, au fost culese informații epidemiologice și microbiologice importante de la fața locului, s-au adus tulpini de vibrioni holerici și au avut loc pregătiri pentru a fi preparat rapid și în cantități mari, vaccin antiholeric. Au fost dezvoltate astfel metode de cultură de masă a vibrionului holeric, în baloane mari. Emulsia rezultată a fost supusă unui tratament termic la 55-56 de grade, timp de 90 de minute. Vaccinul polivalent, creat, a fost compus din 25 de sușe de vibrioni, din care 15 fuseseră aduse din focarele aflate în Bulgaria, concentrația de bacili rezultată fiind de 500.000.000-1.000.000.000.000 per cm3. În ce privește România, existau deci, în țară la momentul intrării în luptă, suficiente informații despre ce se întâmpla cu holera la sud de Dunăre.

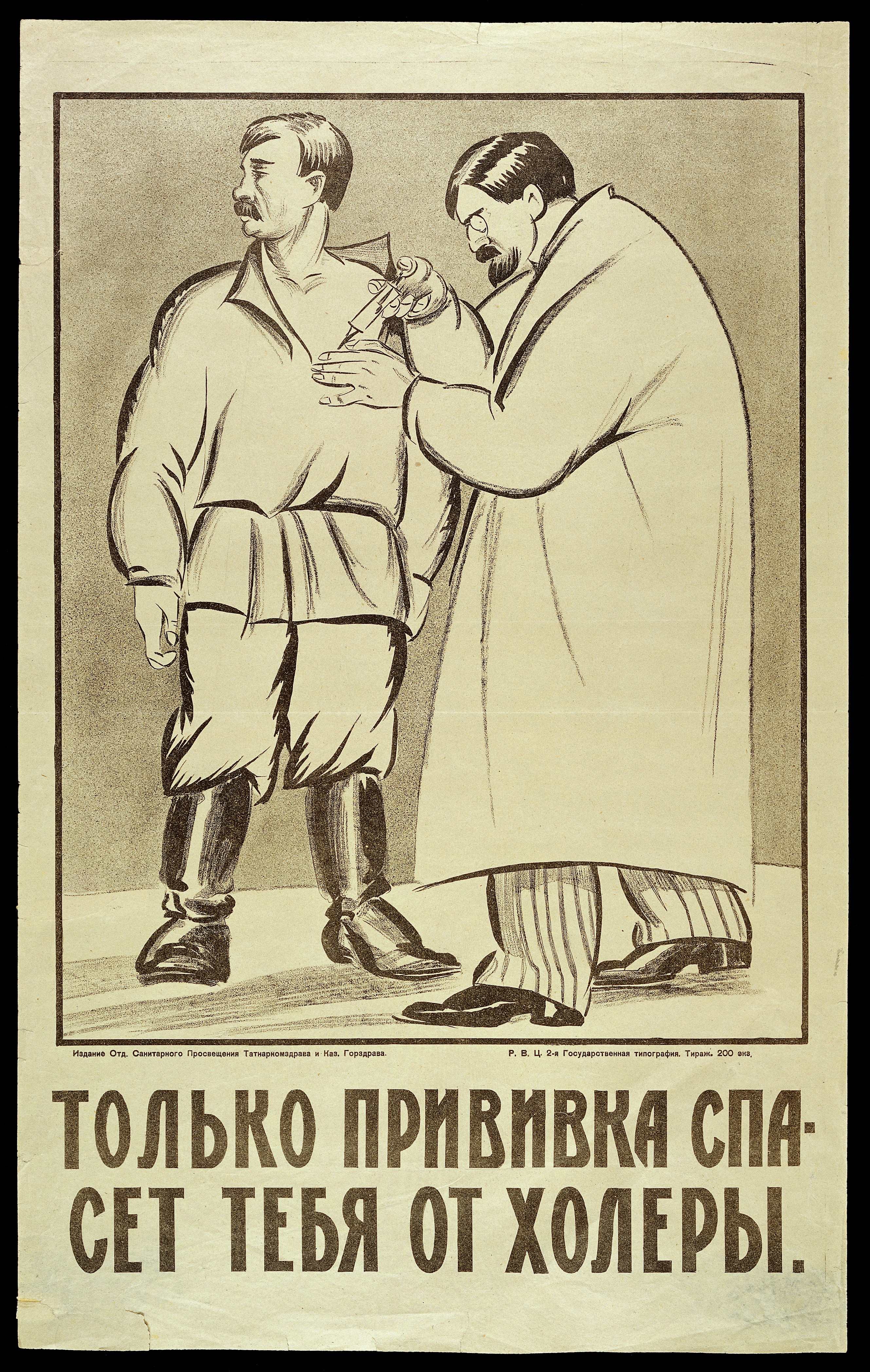
Vaccinare antiholerică: afiş din Rusia anilor 1920.

La 25 ianuarie 1913, Ministerul de Război a dat Decizia Nr. 39, prin care a fost stabilită o nouă nomenclatură a materialelor sanitare, destinată a o substitui pe cea din 1897. De asemenea, în cadrul inventarelor prevăzute au fost consemnate și „Trusa pentru analiza chimică a apei în campanie”, model 1911 și „Laboratorul mobil bacteriologic”, model 1912. În februarie același an, Decizia Nr. 94 a aprobat un proiect de „Instrucțiuni provizorii asupra mersului serviciului militar sanitar în timp de campanie”. Acestea prevedeau ce structuri trebuie constituite și care dintre acestea urmau să acționeze în zona de operațiuni, în cea a etapelor, la cetăți (recte la nivelul Liniei fortificate Focșani-Nămoloasa-Galați și Cetății București), la nivelul locurilor întărite și în cadrul Marinei Militare. Astfel, în zona operațiunilor urma să intre în acțiune Serviciile Sanitare ale corpurilor de armată și ale diviziilor, acestea având la rândul lor subordonate, structuri proprii. De asemenea, în cadrul Serviciului Sanitar exista și un Serviciu de igienă, al cărui rol era să ia măsurile necesare prevenției sau stingerii focarelor epidemice care ar fi putut apare.
Elaborat de generalul Alexandru Averescu, șef al Marelui Cartier General, a existat un plan de campanie pus în aplicare de același general, care se afla în acord cu planul de mobilizare pentru anul 1913. De asemenea, România dispunea de o bună școală de bacteriologie, în fruntea căreia se afla Dr. Ion Cantacuzino. Alături de Dr. Cantacuzino se găseau pe lângă alți specialiști consacrați, unii în curs de formare. Este de remarcat în context că, mai târziu, au activat în campania antiholerică din Bulgaria nume cunoscute de bacteriologi ai epocii, precum Constantin Levaditi, Victor Babeș, Mihai Ciucă, Constantin Ionescu-Mihăești și Alexandru Slătineanu, sau nume care vor deveni cunoscute, ulterior: Ion Bălteanu, Nicolae Gh. Lupu și Vitold Baroni.
Concluzia care se impune este că exista atât cadrul instituțional potrivit, cât și o dotare de nivel mediu, instrumente cu care se puteau concepe și asigura serviciile medicale necesare trupelor române atât în zona de operații, cât și în cele ale etapelor sau în zona interioară.

## Evoluția epidemiei
În timpul participării României la cel de-Al doilea Război Balcanic, trupele române au înregistrat circa 1.600 de decese, exclusiv ca efect al unor cauze nemilitare. Cel mai redutabil inamic, din acest punct de vedere, a fost astfel holera. Atât în România cât și în Bulgaria, holera a afectat atât pe militari, cât și pe civili, sau pe prizonierii de război turci din Bulgaria.

### Cauze
Cauzele datorită cărora s-a derulat tragedia reprezentată de holeră, în rândurile armatei, au fost multiple.

#### Condiții prealabile

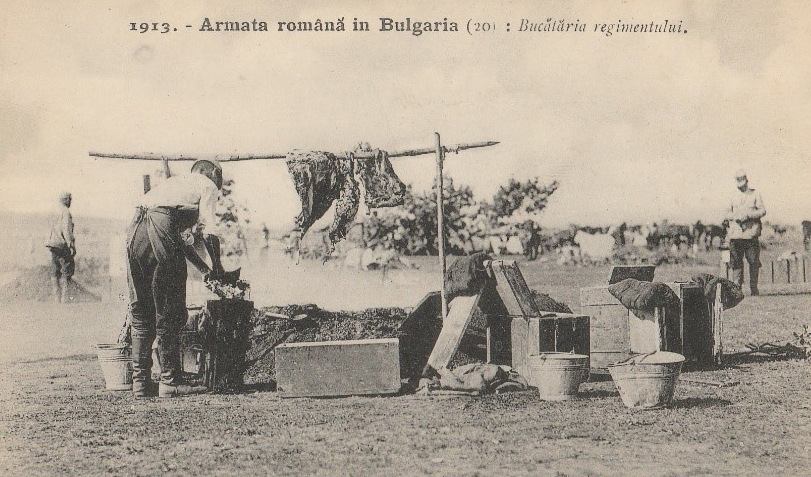
Bucătărie improvizată a trupelor române în Bulgaria, în 1913 (carte poştală din acelaşi an).

Autoritățile militare nu au luat pur și simplu în calcul posibilitatea izbucnirii unei epidemii, iar conform istoricului Alin Ciupală, cauza primordială a extinderii rapide a holerei, în rândul trupelor române, a fost reprezentată de faptul că nu au fost luate nici un fel de măsuri în momentul declanșării bolii. Mai mult, problema holerei nu a reprezentat o chestiune prioritară pentru autoritățile civile, acestea fiind interesate în mod primordial de chesiuni politice, precum ar fi fost reglementarea pacii (care trebuia să aducă țării câștigurile care au motivat intrarea în război) și nu de chestiuni sanitare. Efectul a fost reprezentat de faptul că holera nu a fost tratată de la bun început și cu mijloace eficiente.
Pe de altă parte, la momentul trecerii Dunării trupele române erau nevaccinate împotriva holerei și medicația necesară tratării acesteia lipsea din dotarea ambulanțelor, deși situația sanitară din sudul Dunării, cu precădere cea din zonele unde exista holeră, era cunoscută. Acolo unde existau, materialele sanitare și medicamentele erau fie puțin utile, fie inadecvate. De asemenea, asociată cu progresia epidemiei au fost lipsa asistenței medicale specializate, a medicamentelor și a materialelele sanitare necesare. Nu în ultimul rând, alături de insuficiența personalului medical a contat și lipsa de pregătire epidemiologică a acestuia. Demne de remarcat sunt astfel amintirile unor ofițeri rezerviști mobilizați în război, care au relatat că se acorda o mai mare atenție cailor cavaleriei, decât trupei.
O contribuție a avut-o și modul de constituire a Serviciului Sanitar al Armatei, în structura căruia o mare parte dintre medici s-au asigurat de numirea lor în posturi mai puțin expuse. În plus, repartizarea medicilor rezerviști era deficitară. Pregătirea medicilor militari era și ea deficitară, suferind și ea de lipsuri și era orientată spre cea specifică, de tip cazon.
Astfel,  deși Mihail Manicatide a atras superiorilor săi atenția că în Bulgaria bântuise holera și că erau necesare atât vaccinarea preventivă cât și dotarea cu un mic laborator de bacteriologie, a primit drept răspuns invocarea secretului militar, iar în ce privește laboratorul s-a ales numai cu promisiuni..
Unul dintre motivele principale, care au stat la baza apariției epidemiei, a fost reprezentat de slaba organizare a serviciilor armatei române. Drept efect, au apărut deficiențe în ce privește hrănirea trupelor și în ce privește condițiile sanitare ale acestora. Este de menționat astfel că, hrana era insuficientă și că s-a întâmplat chiar ca trupele să nu aibă ce mânca. La baza lipsei de alimente s-a aflat însă și înaintarea rapidă a trupelor române, ceea ce a făcut să rămână în urmă liniile de aprovizionare și i-a determinat pe militari să găsească soluții pe cont propriu.
Este de remarcat că, una dintre măsurile de neînțeles luate de intendență a fost ca să fie furnizată pâine de 1 kg, ce a trebuit coaptă în cuptoare proiectate pentru pâne de 0,6 kg. Necoaptă suficient și expediată caldă, din România în Bulgaria, aceasta a mucegăit pe drum și a trebuit aruncată. De asemenea, ca urmare a faptului că vesela distribuită și lemnele de foc au fost insuficiente, pentru prepararea mămăligii soldații au avut nevoie de populația locală pentru ca să nu mănânce mămăligă nefiartă, care populație a putut oferi numai condiții precare de preparare. Mai mult, depozitele au distribuit conserve fermentate.

#### Condiții dependente de teren și de derularea operațiilor

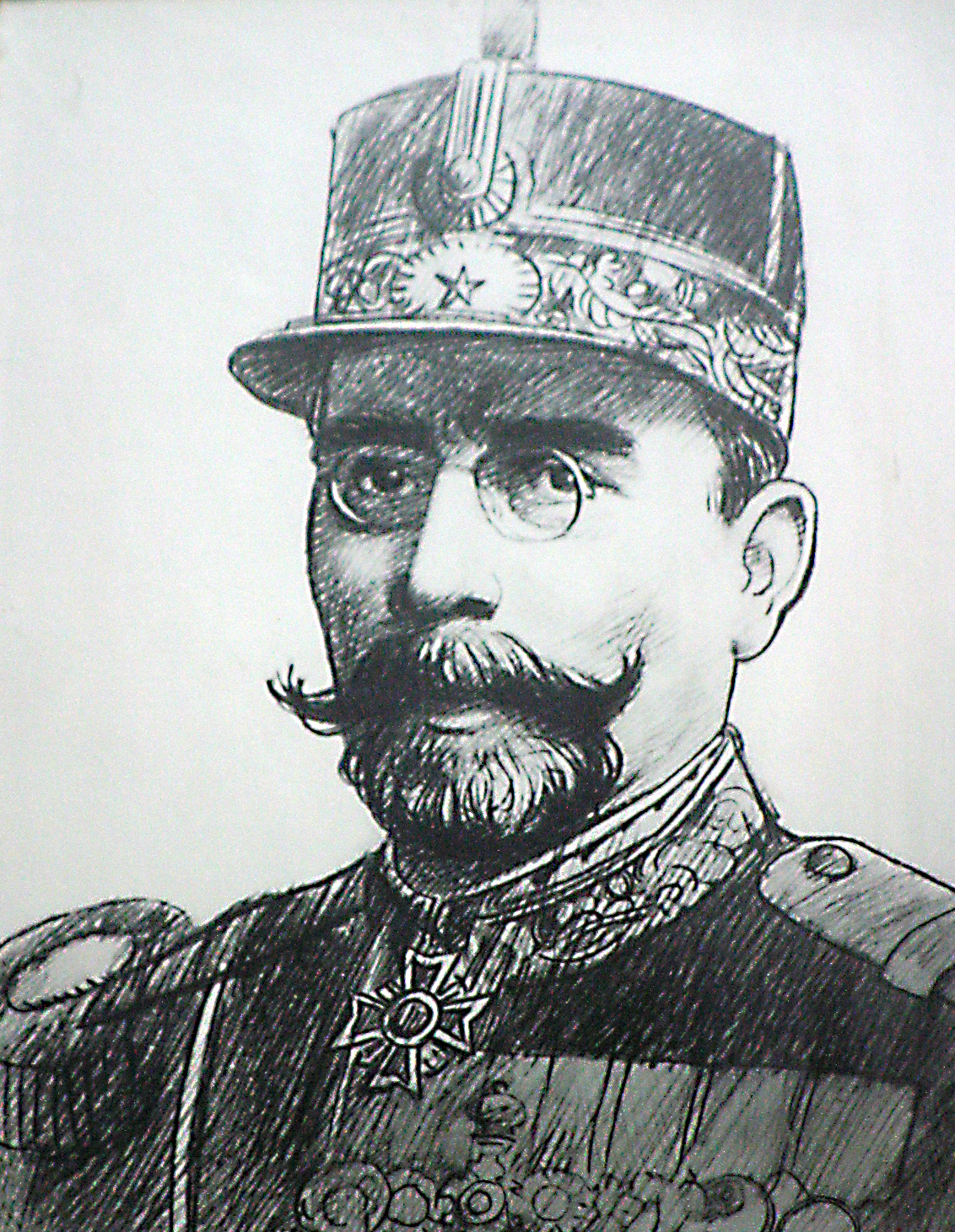
Trupele generalului Crăiniceanu au avut de suferit mai mult, datorită slabelor calităţi de comandant ale acestuia (imagine din galeria fotografică a MAPN).

Au existat de asemenea și motive acuzate de bulgari, precum faptul că românilor nu le plăcea să stea în spații deschise. Această preferință i-a făcut să transforme atât spațiile ocupate în „veritabile grajdiuri” (conform propagandei bulgare), care au servit drept adăpost pentru oameni și pentru caii acestora, aflați împreună, cât și să stea împreună cu caii în bivuacuri instalate în piețe, sau curți interioare, ori pe străzi (la Vrața, Berkovița și Ferdinandovo – astăzi Părveneț). În plus, bulgarii au afirmat existența unor cazuri, în care, unii soldați au deschis canalizări ale localităților pentru a-și adăpa caii, pentru a-și spăla hainele sau pentru a se scălda (la Plevna, Lukovit și Kneja).
La rândul său, din partea română, doctorul Dimitrie Gerota a pomenit în scrierile sale despre trupe române care au devastat spitalul de holerici de la Vrața și au luat rufăria, precum și hainele aflate acolo și au spart în oraș porțile rezervoarelor de apă și conductele.
Notele Dr. Cantacuzino, igienist al armatei, sunt relevante în ce privește alte cauze care au stat la baza izbucnirii epidemiei: focare preexistente de holeră în rândul civililor bulgari, încartiruirea trupelor în locuri în care mai fuseseră anterior trupe proprii sau inamice ori prizonieri de război turci, contactul permanent al soldaților români atât cu pacienții spitalizați, care erau căutați de arme, cât și cu civilii, pentru hrană, sau cu prizonierii de război bulgari și turci.  S-au mai adăugat: consumul de apă necontrolată din puțuri, fântâni (în care bulgarii aruncaseră carcase de animale), râuri, iazuri și bălți, precum și scăldatul în ape curgătoare infectate ori împreună cu prizonierii de război turci, lipsa igienei în tabere – respectiv absența latrinelor și a dezinfectanților pentru acestea, precum și lipsa generală de aplicare a conceptelor privitoare la igienă și prevenție.
Nepăsarea și neglijența unora dintre ofițerii comandanți și-a adus și ele un aport tragic. Drept exemplu de mariaj cu prostia crasă este numit în epocă de către Constantin Argetoianu generalul Crăiniceanu, care în timp ce evita să aibă contact cu trupele contaminate sau bănuite că ar fi contaminate, a obligat trupele de geniu să-i construiască pentru uzul său personal privăți pe piloni, ca „să nu-l ajungă microbii”. Mizeria și suferința trupelor sale au fost mai mari decât ale altora, unde holera a izbucnit mai devreme și care, la momentul respectiv se găseau mai departe de bazele proprii.

### Debutul
| “                                            | Intrarăm într-un locaș de mizerie; în fundul unicei și întunecoasei încăperi zăcea pe o laviță o femeie bătrână. Ne apropiarăm de ea și Laugier începu să o examineze; după câteva minute se uită lung la mine și spuse un singur cuvânt: holeră ! | ” |
| — Constantin Argetoianu, Vrața, 9 iulie 1913 | |   |

În timp ce totul a părut la început, că decurge normal, la 13 iulie, respectiv cinci zile mai târziu față de traversarea localității Vrața de către trupele Corpului 1 Armată, a apărut primul caz de holeră în rândul soldaților români (conform lui Victor Babeș însă, debutul ar fi fost consemnat la Fernandovo). În aceeași zi, o explozie de cazuri similare au fost semnalate în regimentul respectiv. Dacă vești despre holeră nu ar fi venit de la toate unitățile aflate în jurul localității Orhanie, probabil cazul ar fi trecut neobservat în statistica numeroaselor cazuri de enterită și de infecții cu sursă alimentară.
La început diagnosticarea cazurilor a întârziat, deoarece unii medici au diagnosticat în mod eronat manifestările holerei drept efecte ale unor alte maladii (cum ar fi febra tifoidă) sau ale unor condiții banale (precum beția sau insolația). De asemenea, cum s-a întâmplat în Corpul 2 Armată, drept cauze ale îmbolnăvirilor au fost inițial invocate proasta calitate a pâinii, precum și ploile dese.
Datorită și oboselii acumulate ca efect al marșurilor forțate, epidemia s-a extins cu rapidate. La 15 iulie 1913 au fost raportate oficial primele cazuri confirmate de holeră la trupele aflate în Bulgaria, în cadrul  Corpurilor 1 și 2 Armată. La 16 iulie deja se înregistraseră 16 decedați, 64 grav bolnavi și 204 suspecți de holeră la Corpul 1 Armată și 3 decedați, 15 grav bolnavi și 40 de suspecți la Corpul 2 Armată. Cinci zile mai târziu, la 20 iulie, centralizatorul cazurilor de la nivelul întregii armate de operații a înregistrat cifrele de 223 decese și 2128 de bolnavi. În aceeași zi, în ziarele Adevărul și Opinia au apărut public primele informații atât despre tragedia care se desfășura la sud de Dunăre, cât și despre unele dintre măsurile în curs de a fi luate. Ziarele însă nu au oferit date despre situația sanitară a trupelor, sau despre numărul celor infectați.

### Progresia

#### În Bulgaria
| “                             | Îmi aduc aminte că, câteva cazuri fiind semnalate într‑un regiment de călărași la vreo 10 kilometri de Orhanie, un medic trimis în grabă constată că izvorul de contaminare era o fântână din mijlocul bivuacului și definise să nu se ia apă din ea. Colonelul, un ignorant curajos, luă în zeflemea pe doctor și ca să dea bunul exemplu bău un pahar de apă din fântâna cu pricina. Trei zile după aceea era mort. Toți ofițerii și toți gradații n-au fost la înălțimea acestui umorist, dar rămâne totuși stabilit că foarte puțini s-au supus prescripțiunilor profilactice medicale. Cei care au ascultat de ele – foarte puțini la număr – au putut să‑și ferească până la sfârșit oamenii de molimă. | ” |
| — Constantin Argetoianu, 1913 | |   |

Creșterea numerică a holericilor a determinat, la Orhanie, folosirea unei cazărmi de la marginea orașului, în care stătuseră prizonieri turci, drept spital. Aceasta însă nu fusese însă dotată cu paturi și nici măcar curățită. Conform lui Constantin Argetoianu „nepăsarea și prostia”, care, „au domnit în primele zile ale epidemiei” și-au adus o funestă contribuție la progresia acesteia. Astfel, în memoriile sale fostul medic a relatat despre transportul unor bolnavi de holeră către spitalul din Orhanie, cu aceleași căruțe cu care se aducea trupelor pâine din aceeași localitate. Situația, departe de a fi singulară, a contribuit și la importul holerei în România, datorită cărăușilor care se întorceau în țară. Pe de altă parte însă, măsurile sanitare au fost respectate doar de un număr restrâns de soldați, astfel cum a menționat Victor Babeș, care a consemnat că, aceștia au preferat să bea apa destinată spălării mâinilor, în loc de apă în prealabil fiartă. În plus, în cercurile înalte ale armatei, pericolul bolii continua să fie subapreciat.
În urma deplasării în Bulgaria a doctorului Mina Minovici, șeful Serviciului Sanitar civil, s-au strecurat în presă în mod timid câteva informații, în data de 23 iulie, despre ce se întâmpla. Cu un ton diplomatic și cu o atitudine de subapreciere a pericolului existent, Minovici a expus măsurile de siguranță luate la trecerea fluviului, a dat asigurări că trupele din zona Plevnei erau în regulă și că la Orhanie, trupele doar „s-au resimțit puțin”. Ezitările și eschivările guvernului de a oferi informații au condus la faptul că, subiectul holerei a fost reluat de către presă cu o mai mare vehemență, cu atât mai mult cu cât în țară apăruseră primele cazuri de îmbolnăvire. Primele buletine oficiale, cu titlul de „Starea Armatei”, au apărut însă ulterior, pentru a contracara pericolul dezinformării și au oferit date despre numărul mare de morți.

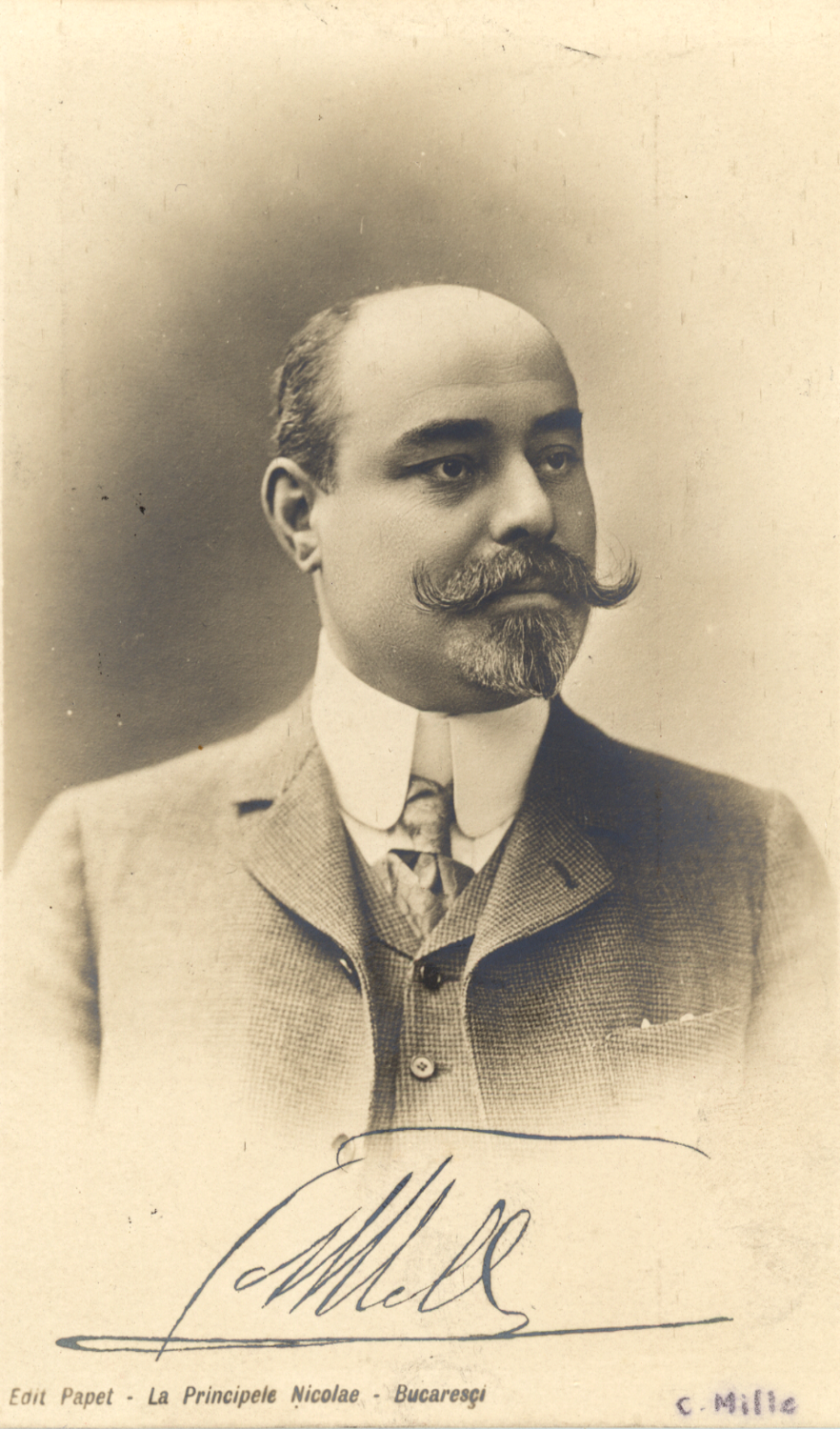
Constantin Mille s-a aflat printre pledanții dezvăluirii adevărului despre ce se întîmpla, la acel moment, pe teatrul de operațiuni.

Situația, gravă încă din prima săptămână, a avut o evoluție constantă dar în același timp inegală, până la data de 14 august 1913. Deoarece trupele aflate în retragere s-au amestecat între ele și au trecut prin localități și zone în care sursele de apă fuseseră contaminate, au continuat să se îmbolnăvească.

#### În România
Epidemia s-a răspândit și în populația civilă din România, pe malul stâng al Dunării în Oltenia și Muntenia, datorită și convoaielor de aprovizionare ale armatei, care, treceau în mod repetat de-o parte și de alta a fluviului, fiind portată de către purtătorii sănătoși de germeni. Mai mult însă decât camionagii, responsabile în mod preponderent de răspândirea epidemiei au fost trupele care s-au întors, deoarece nici dezinfectarea acestora, nici carantinarea și nici izolarea purtătorilor de bacili nu au dus întotdeauna la rezultatele scontate, iar vaccinarea a eșuat în destul de multe cazuri. De asemenea, în țară rezultatele inoculării antiholerice au fost variabile.
Este de remarcat că, epidemia s-a prelungit mai ales în zonele în care împotriva surselor de apă infectate nu au fost luate măsuri adecvate și astfel, a afectat aproape toate localitățile existente din arealele respective. Cu toate acestea, principala sursă de infecție a fost reprezentată de militari, ca urmare a imposibilității de a monitoriza și de a aplica măsuri antiinfecțioase corespunzătoare, împotriva trupelor contaminate care s-au întors în garnizoanele de domiciliu.
Efectele epidemiei în România au fost totuși, reduse, ca efect al rigurozității aplicării măsurilor sanitare.

### Stabilizarea incidenței și platoul de prevalență
Odată decizia de acțiune luată, viteza intervenției și modului sistematic de acțiune și-au adus contribuția la jugularea bolii.
Alături de buletinele oficiale, în presa din țară au apărut și mărturii anonime, care au descris în mod sumbru, situația.

### Declinul
Ultimul caz de holeră a fost raportat în luna noiembrie 1913.
Trei ani mai târziu, în anul intrării României în Primul Război Mondial, România urma să fie afectată din nou de holeră.

## Măsurile de contracarare
Deși în România existau la momentul respectiv, suficiente informații privitoare la derularea epidemiei de holeră din Bulgaria, măsurile de protecție specifice necesare într-o astfel de zonă cu potențial de contaminare au fost atât insuficiente, cât și nerespectate. Cu toate acestea, epidemia odată fiind declanșată, autoritățile politice și cu precăderea viitorul rege, Ferdinand, au susținut autoritățile sanitare pe tot parcursul procesului de combatere a bolii, dată fiind îngrijorarea crescândă a oficialilor administrației centrale române de la București, în contextul numărului tot mai mare de cazuri. La rândul său, în țară Serviciul Sanitar civil, aflat sub conducerea doctorului Mina Minovici, a făcut ce i-au permis posibilitățile timpului.

### Măsurile generale de profilaxie a bolilor infecto-contagioase
Conform Planului de Operații, în zona de operațiuni au fost deplasate și concentrate pentru a funcționa spitale mobile și ambulanțele din structura Corpurilor 1, 2, 3, și 5 Armată, precum și a diviziilor care se aflau în compunerea acestora, respectiv ambulanțele Diviziilor 1 și 2 Cavalerie, 1, 2 și 3 Rezervă. Aceeași evoluție a avut-o și și ambulanța Comandamentului Etapelor. De asemenea, la Craiova, București, Constanța și Galați, spitalele corpurilor de armată au fost pregătite cu scopul de a putea prelua răniți și bolnavi, ce ar fi urmat să fie evacuați din zona de operațiuni. La rândul lor, trupele române trecute la sud de Dunăre și în Cadrilater au fost însoțite de structurile sanitare proprii, ale marilor unități și unităților, care structuri s-au instalat pe rând în zonele stabilite, conform normelor care existau la acel moment.
Pe front urmau să meargă pe post de autosanitare camionete Renault, adaptate după ce fuseseră rechiziționate de la populație. S-au alăturat acestora trăsuri (cele mai multe), precum și căruțe, trăsurile fiind în număr mai mic (trei, ușoare, la secțiile diviziilor de cavalerie, față de cinci la cele ale diviziilor de infanterie).

### Măsurile antiepidemice specifice

#### În timpul războiului
Deplasarea rapidă a  armatei pe teritoriul inamic a făcut ca, liniile de aprovizionare să rămână în urma trupelor și ca partea din spate a Armatei de Operații să sufere, în ce privește rapiditatea organizării. Structurile medicale au rămas astfel în urmă, iar când și-au ajuns pe teren propriile trupe, nu au fost pregătite pentru izbucnirea holerei. S-au luat astfel cu întârziere măsurile imperios necesare.

##### Primele măsuri
Încă de la 15 iulie 1913 însă, odată cu primele cazuri confirmate raportate oficial, s-a expediat către Ministerul de Război solicitarea ca să fie trimise „de urgență spitalul de izolare și mijloacele cerute Direcției Sanitare de către Inspectoratul General și Serviciul Sanitar”. Deși situația se dovedise gravă încă din prima săptămână, de abia la 23 iulie 1913 unitățile au primit din partea  Marelui Cartier General, un ordin care prevedea măsuri țintite în raport cu situația dată. Astfel, prin Ordinul circular nr. 432, semnat de către generalul Alexandru Averescu și de către generalul medic Mihail Călinescu, în vederea evitării transportul bolnavilor, secțiile spitalelor mobile și ambulanțele corpurilor de armată urmau să fie redistribuite în interiorul zonelor în care se aflau focarele de holeră. Cu toate acestea, transportul acestora putea fi justificat de situații extreme, caz în care ar fi urmat să fie folosite mijlocele ambulanțelor. De asemenea, ordinul a interzis contactul cu populația și consumul fructelor, a precizat necesitatea izolării pe teren a unităților contaminate și a stipulat creșterea normei de hrană pentru sanitari, cu scopul de a-i ajuta pe aceștia să reziste eforturilor depuse.

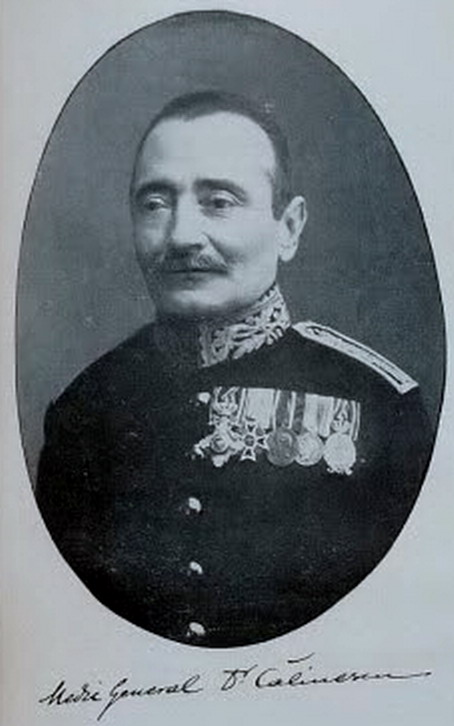
Generalul medic Mihail Călinescu, şeful Serviciului Sanitar al Armatei

De exemplu, în sensul  respectivului ordin, deoarece orașul Vrața era contaminat de holeră, Divizia 1 Rezervă nu a cantonat în localitate, iar unitățile sale au evitat contactul cu populația, staționând în exteriorul localității. Infectarea efectivului a fost astfel limitată în raport cu alte mari unități, deși s-a produs totuși întâmplător și izolat, prin contact cu militarii altor unități.
La 18 iulie, după cum a fost consemnat în documentele Ambulanței Corpului 3 Armată, a fost emis un ordin privitor la măsurile de limitare a propagării unei eventuale epidemii de holeră. Urma, astfel, să fie făcută curățenie în zonele de dislocare a trupelor, iar locurile amenajate pentru a fi utilizate în comun urmau să beneficieze de măsuri speciale, în acest sens. La 23 iulie, a început înlocuirea apei de băut cu trei porții de ceai zilnice, precum și distribuirea unei cantități suficiente de săpun, pentru a putea fi asigurată igiena personală. Printre măsurile adoptate s-au mai numărat: oprirea deplasării trupelor în jurul localității Orhanie, oprirea soldaților de a mai bea apă din ape stătătoare și examinarea prealabilă a apei din fântâni. De asemenea, s-a interzis aruncarea cadavrelor de oameni și de animale în râul Isker, acestea urmând să fie îngropate, inclusiv resturile de la vitele sacrificate, iar taberele și zonele înconjurătoare urmau să beneficieze de o curățenie strictă. Astfel, militarilor li s-a permis să-și facă nevoile numai în latrinele de campanie, care trebuiau dezinfectate și acoperite zilnic cu un strat de pământ. În ce privește bucătăriile, acestea trebuiau inspectate zilnic de mai multe ori în ce privește curățenia, de o atenție specială beneficind, în acest sens, bucătarii, care au fost obligați să-și spele cât mai des posibil mâinile cu săpun și apă caldă. Trupelor, urma să le fie oferită numai mâncare fiartă, iar soldații urmau să se spele mai des cu săpun, cu predilecție la nivelul mâinilor și înainte de a mânca. La cel mai mic semn de boală gastro-intestinală, urmau să se ia măsuri de izolare pentru pacienți în cazul suspicionării unei boli infecțioase, respectivii urmând a fi evacuați în secțiunea de bolnavi contagioși a ambulanței divizionare, iar contacții lor urmând să fie izolați vreme de 5 zile. Cu scopul de a crește rezistența generală în fața bolii, printre măsurile recomandate s-a aflat și aceea de a se încerca păstrarea trupelor bine hrănite și odihinite, fără a fi supuse unor munci excesive.
Măsurilor preventive, luate imediat, li s-au adăugat în termen de 10 zile de la apariția primului caz de holeră (până la 22 iulie), organizarea unor spitale de evacuare și de Cruce Roșie și câte un spital de holerici pentru fiecare corp de armată, dotate cu mașini de spălat. De asemenea, un laborator bacteriologic itinerent a intrat în dotarea fiecărui corp de armată. Mai mult, au fost distribuite Armatei de Operații un număr de 10 vagoane bucătărie și 154 bucătării de campanie.
Datorită faptului că unele măsuri care trebuiau luate pentru asigurarea igienei au fost neclare, interpretarea lor de către comandanți a lăsat de dorit. Astfel, în condițiile în care una dintre prevederi stabilea ca distanța dintre corturile unui bivuac să fie mai mare, anumiți ofițeri au considerat că același lucru trebuia să se întâmple și cu latrinele. În aceste condiții, ele fiind dispuse la distanțe apreciabile au devenit inaccesibile celor infectați, cu precădere pe timpul nopții, ceea ce a determinat persistența gradului de contagiozitate.

##### Campania de vaccinare

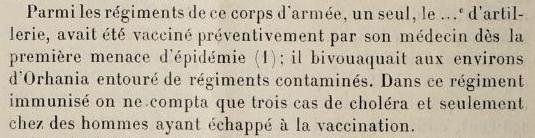
Extras dintr-un articol al lui Ion Cantacuzino, referitor la holera din 1913, publicat în 1920 în Analele Institutului Pasteur.

Date fiind proporțiile pe care le luase epidemia, medicul locotenent Ion Cantacuzino a fost avansat direct la gradul de medic maior, fără examen, acesta fiind numit inspector general la Direcția Serviciului Sanitar de pe lângă Marele Cartier General, cu scopul de a combate holera. Din perspectiva unor oficiali militari, numirea sa la data de 17 iulie 1913 prin „Înaltul ordin No. 6”, într-o poziție din care putea dispune de întregul personal al Serviciului Sanitar Militar, a părut ofensatoare, arbitrară și inutilă, dar decizia luată a fost pe măsura îngrijorării pe care declanșarea epidemiei o produsese în România.

Este de remarcat că, teza cu care își obținuse anterior medicul Ion Cantacuzino titlul de Doctor în Medicină la Paris, în 1885, „Cercetări asupra modului de distrugere a vibrionului holeric în organism”, avusese ca subiect chiar agentul cauzator al holerei și cercetările sale, ulterioare, se focusaseră pe studiul vibrionului holeric și al vaccinării antiholerice, alături de cele pe subiecte precum imunizarea activă împotriva dizenteriei și febrei tifoide, ori etiologia și patologia scarlatinei.

La dispoziția bacteriologului și a generalului medic Mihail Călinescu au fost puse patru automobile, iar Cantacuzino a fost trimis în Bulgaria în calitate de consultant al Serviciului Sanitar al Armatei și igienist al acestuia, în încercarea de a obține controlul epidemiei. Sub conducerea sa au fost amenajate spitale, precum și lazarete, de o parte și de alta a Dunării. De asemenea, s-au instalat două cordoane sanitare, de la Vârciorova la Călărași și respectiv între Oreahovo și Nicopole. Localitățile au fost asanate, cantonamentele militare au fost lărgite și trupele au fost astfel deplasate, încât s-a putut realiza izolarea unităților contaminate. Tot în Bulgaria a plecat, conform deciziei lui Cantacuzino și doctorul Mihai Ciucă, iar doctorul Constantin Ionescu-Mihăilești a primit sarcina de a prepara vaccin antiholeric.
Tot sub conducerea Dr. Cantacuzino, care a stabilit procedurile, s-a trecut atât la vaccinare împotriva bolii, care a constituit cea mai bună măsură, cât și la testarea unui număr cât mai mare de militari, ceea ce a dus la identificarea purtătorilor de holeră, aceștia fiind ulterior vaccinați. Decizia privitoare la vaccinare a fost luată imediat, dar aceasta nu a putut debuta decât la data de 21 iulie, folosindu-se vaccin provenit din sușele bulgare.
Vacinarea a început astfel în spitalul improvizat de la Orhanie, localitate aflată într-o regiune unde erau cantonați 50.000 de soldați. Prima inoculare a fost făcută tuturor soldaților la 21 iulie, cu câte o doză de 1 cm3, a doua la 27 iulie cu o doză de 2 cm3 și a treia la 2 august, cu o doză de 3 cm3. Dacă între prima și a treia inoculare numărul de cazuri zilnice a rămas între 100 și 200 pe zi, ulterior ultimei inoculări epidemia s-a oprit. Doar două cazuri au mai fost înregistrate, ulterior.
Este de menționat că, în România s-a făcut astfel prima combatere organizată științific a holerei pe mapamond, iar Dr. Cantacuzino a devenit primul din lume care a folosit cu succes metoda vaccinării în plin focar epidemic, reușind să demonstreze validitatea tehnicii aflate în cauză, precum și eficiența unei profilaxii organizate.

Profesorul Mihai Ciucă a participat la campaniile de combatere a holerei din anul în 1913

Dificultățile impuse vaccinării de condițiile existente au fost greu de depășit, trupele care au trebuit vaccinate aflându-se în marș într-o țară inamică și neputând fi imobilizate, din considerente strategice. Circumstanțele însă au permis totuși oprirea celor 50.000 de militari ai Corpului 1 Armată în jurul localității Orhanie, în bivuacuri bine izolate unele de altele, astfel că membrii acestui corp, care, a fost cel mai afectat de boală, au putut fi vacinați integral. În restul trupelor vaccinarea s-a făcut cât de bine s-a putut. Odată cu semnarea preliminariilor păcii însă, trupele au trebuit să se retragă, ceea ce a avut impact cu precădere asupra Corpului 4 Armată, aflat în ariergarda retragerii și grav afectat în acest interval, Corpul 1 Armată putând fi menținut pe loc până la terminarea vaccinării. Soluția în ce privește Corpul 4 Armată a fost oprirea sa pe malul stâng al Dunării în carantină pe teritoriul românesc, în jurul localității Zimnicea, unde toți cei aproximativ 50.000 de mii de militari ai săi au fost și ei vaccinați în perioada 9 august-6 septembrie 1913.
Datorită cu precădere vaccinului Dr. Cantacuzino, dar evident și datorită măsurilor preventive luate în destul de scurt timp, epidemia de holeră a putut fi oprită anterior întoarcerii trupelor în garnizoanele din țară, în trei săptămâni. Cu toate acestea, activitatea de vaccinare nu a fost însă scutită de disfuncționalități, un raport al comandantului Corpului 4 Armată consemnând întârzieri în realizarea acesteia, iar un memoriu al medicului șef al Diviziei 1 Rezervă înregistrând cantități insuficiente de ser necesar inoculării antiholerice. Mai mult, atât respectarea procedurilor a fost pusă la punct din mers, cât și standardizarea vaccinului în sine a trebuit să fie ameliorată. Nu a fost astfel de mirare că o parte dintre soldații vaccinați au făcut până la urmă totuși holeră și au decedat. De asemenea, vaccinarea nu s-a efectuat întotdeauna fără excepție în rândul trupelor, iar a doua doză administrată, nu a fost în aceeași cantitate la toți cei vaccinați.

De abia pentru trupele revenite în țară și pentru populația civilă românească, au existat suficiente cantități de vaccin și procesul de standardizare a ajuns să fie încheiat. Drept efect, eficiența vaccinării trupelor din Bulgaria a fost parțială și eradicarea bolii a durat până la demobilizare.
Dr. Cantacuzino a menționat chiar comandantul unui regiment, care, la momentul debutului epidemiei s-a opus în mod oficial vacinării trupelor sale, ceea ce a avut drept efect neplicarea procedurii, militarilor respectivi. Odată regimentul retras și ajuns la Zimnicea, bacteriologii au identificat un procent de purtători de vibrioni holerici în întregul regiment de 12 %. În respectiva unitate existau însă peste 200 de militari etnici evrei și aceștia au cerut totuși să fie vaccinați, la Zimnicea, ceea ce a avut ca efect absența bolii în rândul acestora, ulterior. Spre diferență, în restul unității au fost 450 de cazuri. 
Vaccinarea a continuat, în țară, acolo unde a fost declarată epidemie.

#### În perioada evacuării

##### Premise
Odată cu retragerea din Bulgaria, urma să apară riscul contaminării cu holeră a populației române, de către trupele venite din sudul Dunării. Ca atare, a fost adoptată soluția organizării unui sistem de carantinare și de tratare a militarilor care erau bolnavi pe teritoriul românesc, pe un aliniament paralel cu Dunărea.
Cea care s-a remarcat în ce privește organizatoarea acestui sistem a fost principesa Maria. Viitoarea regină a României a mobilizat doamnele din aristocrație și din burghezie și cu ajutorul acestora, s-au organizat spitale de campanie, centre de carantină și de refacere, s-au repartizat alimente și medicamente și a a fost sprijinită asistența medicală specializată. Demersurile Mariei au început în iulie 1913, odată cu amenințarea ca holera să se extindă la nord de Dunăre, prin activarea unei organizați pentru ajutorarea spitalelor și a familiilor celor care pleacă pe front. În cadrul acestor eforturi, principesa a coordonat la Zimnicea activitatea unui lazaret, asumându-și responsabilitatea acestuia și implicându-se în același timp, nemijlocit, în efortul organizării practice a asistenței medicale pe toată linia fluviului. Recunoscute și luate drept exemplu, eforturile sale au reprezentat un model de implicare civică și patriotică.
La 28 iulie 1913 a fost încheiată pacea, trupele române urmând a evacua teritoriul Bulgariei în intervalul 4-15 august 1913, prin punctele unde se aflau podurile de la Sviștov – Zimnicea și Nicopole – Turnu Măgurele și folosindu-se mijloacele fluviale în punctul Rahova – Bechet.Divizia 1 Rezervă, Corpurile 1 și 3 Armată urmau să intre în țară pe la Turnu Măgurele, Divizia 2 Cavalerie, Corpurile 2 și 4 Armată, precum și Brigada 33 Rezervă pe la Zimnicea, iar pe la Bechet Divizia 1 Rezervă și Divizia 1 Cavalerie.
La Zimnicea și Turnu Măgurele au fost detașați locotenent-coloneii Nicolae Rujinschi și Nicolae Buzetescu, pentru a coordona activitatea de trecere a Dunării între serviciile de stat major și cele sanitare.
Prin Ordinul nr. 111, din 29 iulie 1913 au fost emise dispoziții preliminare privitoare la evacuarea vestului Bulgariei, printre care s-au aflat mențiuni referitoare la starea și situația sanitară a trupelor aflate în zona de operațiuni. Potrivit acestora, înainte de plecarea unităților urma să fie făcută o inspecție sanitară minuțioasă, cu scopul de a fi identificate cazurile suspecte, militarii bănuiți de a avea holeră urmând să fie evacuați doar spre anume puncte de concentrarea anume destinate, respectiv spre localitățile Orhanie (astăzi Botevgrad), Vrața, Lukovit și Cerveniberg (astăzi Cerven Breag). La 2 august 1913 au fost aduse precizări suplimentare prin Ordinul de operațiuni nr. 115, prin care s-a stabilit ca suspecții de holeră concentrați la Orhanie și Lucovit să fie transportați cu trăsurile spre Vrața și Cerveniberg la 7 august, urmând ca trei zile mai târziu, la 10 august, toți cei strânși în cele două localități sa fie trimiși la Nicopole cu trenul (înainte de aceasta, la 7 august două trenuri sanitare au transportat bolnavii de holeră pe direcția de cale ferată Plevna – Sviștov).
Tot prin Ordinul nr. 111, din 29 iulie 1913, s-a stabilit ca în timpul marșului spre punctele de trecere în România, medicii Serviciului Sanitar să identifice militarii care ar fi putut prezenta orice simptom de gastroenterită, oricât de ușor ar fi fost acesta, pentru a-i reloca într-un detașament separat dispus în urma fiecărei unități și a-i preda Serviciului Sanitar de la punctul respectiv de trecere, pentru a fi supuși unor măsuri special ordonate pentru categoria respectivă. De asemenea, prin Ordinul de operațiuni nr. 115 din 2 august 1913, în ce privește corpurile de armată care fuseseră contaminate, militarilor acestora li s-a impus o anume zi de repaos în ajunul trecerii Dunării. Scopul a fost acela de a fi identificați prin inspecție sanitară un nou set de militari suspectați de a avea boala, astfel încât să fie lăsați la punctele sanitare de observație din Nicopole și Sviștov, pentru a fi separați de către uitățile care urmau să revină la nord de fluviu.

##### Măsuri aplicate pe teren

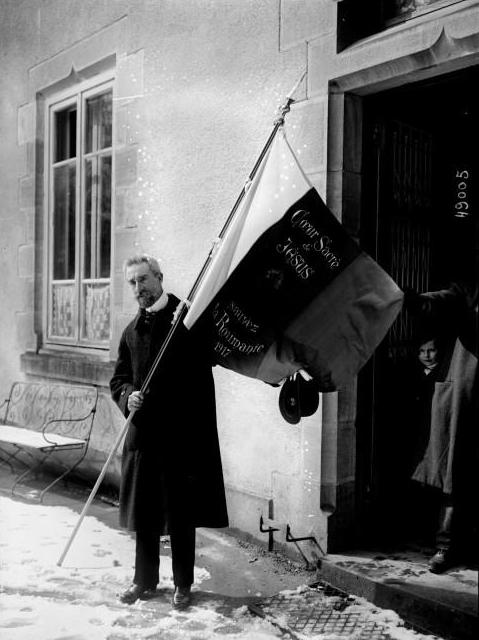
La Zimnicea, monseniorul Vladimir Ghika s-a aflat printre cei care i-au îngrijit pe bolnavi.

În ce privește evacuarea propriuzisă din Bulgaria, precum și revenirea trupelor în garnizoanele de reședință, planificarea a fost realizată de către Statul Major General, în acord cu medicii Ion Cantacuzino și Victor Babeș. Astfel, după trecerea Dunării unitățile au fost concentrate în diverse raioane de așteptare, cu scopul de a fi suite în tren, fiind dispuse în zona localităților Zimnicea și Turnu Măgurele. Conform celor stabilite însă, a fost necesar ca bolnavii să fie separați de restul efectivelor, cu scopul de a fi internați în lazaretele de pe malul românesc la Dunării. Regimentele vaccinate de două ori și necontaminate, au trecut direct fluviul.
Între 7 și 14 august 1913, au fost planificate trecerea fluviului, precum și transbordarea și transportul pe calea fluvială până la Galați, a formațiunilor sanitare și a bolnavilor aflați în îngrijirea acestora, evacuate din Bulgaria.
Cele mai mari probleme au fost la Zimnicea, pe unde s-au întors unitățile celui mai contaminat dintre corpuri, Corpul 4 Armată. Rezolvarea problemelor concrete pe teren a fost deficientă, astfel că un raport al colonelului A. Referendaru, din 9 august 1913, inițiat ca urmare a unei inspecții ordonate de către Carol I generalului Hârjeu,  a indicat că în zona Zimnicea fuseseră trecute la nord de fluviu trupe nevaccinate antiholeric și neexaminate bacteriologic, în prealabil. Tot acesta a menționat în rapotul său că mari unități fuseseră dirijate către garnizoanele de reședință cu tot cu bolnavi, sau suspecți de holeră (cum a fost Divizia 2 Rezervă, intrată în țară în avans, pe la Turnu Măgurele) și care avea în compunere unități contaminate). Pericolul reprezentat de către portarea epidemiei plana în special asupra Diviziei 8 Infanterie, ale cărei unități din Moldova se aflau deja în drum spre Botoșani și Dorohoi. Acestea e posibil se fi întâmplat, conform adnotărilor generalului Hârjeu făcute raportului, fie ca efect al neexecutării unor ordine care fuseseră totuși transmise, fie datorită organizării și execuției evacuării teritoriului bulgar, în dezacord cu situația sanitară reală în care se aflau cele mai afectate de epidemie mari unități, anume Corpurile 1, 2 și 4 Armată (dintre care ultimul era cel mai afectat).

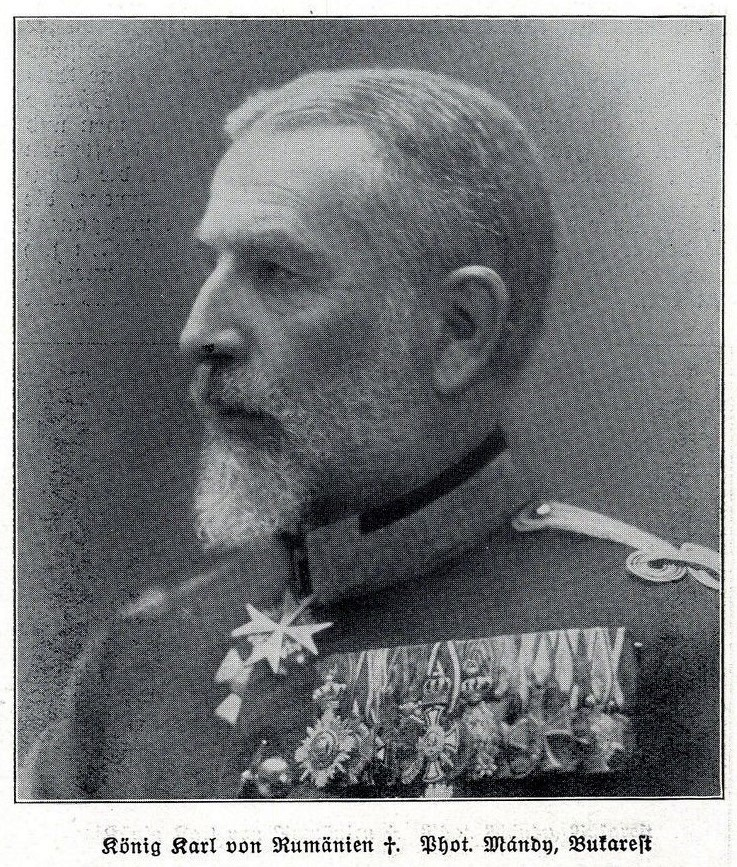
Posibil alertat de discordanţele dintre rapoartele primite, Regele Carol I a venit personal să inspecteze condiţiile sanitare în zona Zimnicea – Turnu Măgurele, în perioada 15-16 august.

La origine, inspecția a fost declanșată ca efect al unei sesizări către regele României, motivată politic și adresată împotriva conducerii politico-militare a țării, făcută de către soția lui Ion I. C. Brătianu, Eliza Brătianu, la 6 august 19013. Aceasta, plecată spre fontiera sudică împreună cu o ambulanță având în dotare 180 de paturi, a emis acuzația, nejustificată, precum că în lazaretul de la Turnu Măgurele bolnavii și convalescenții sosiți veneau nemâncați de trei zile. La bază a stat totuși o situație reală, caracterizată de faptul că la 3 august nu putuse fi asigurată tuturor pâinea necesară în lazaretul de la Zimnicea. Aceasta se întâmplase datorită sosirii unui număr foarte mare de cazuri de suspecți și bolnavi, în condițiile în care aceștia beneficiaseră totuși, în în cele trei zile anterioare, numai de hrană rece și nu de hrană caldă.
Raportul colonelului Referendaru a propus și soluții. Astfel, acesta a menționat instalarea la Zimnicea a unui spital pentru cei cu holeră, precum și concentrare în aceeași localitate, precum și în Turnu Măgurele sau Corabia, a cât mai multor medici infecționiști. De asemenea, cu scopul de a se efectua un examen medical riguros asupra militarilor diverselor mari unități și unități, acestea urmau să fie oprite din deplasarea către garnizoanele de reședință. Urmau, de asemenea, să fie realizată vaccinarea întregului personal și izolarea celor bolnavi sau a suspecților de boală, precum și hrănirea potrivită a efectivelor implicate.

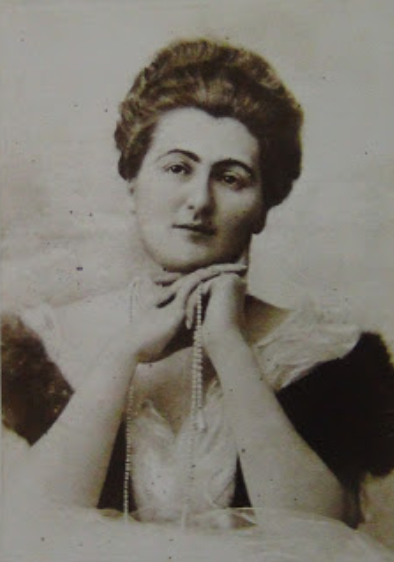
Eliza Brătianu a fost protagonista unor acuzaţii către guvernanţi, referitoare la deficienţe înregistrate în gestiunea holericilor şi a cazurilor suspecte retrase din Bulgaria.

În timp ce unitățile au fost concentrate pentru îmbarcare în tren în zonele de așteptare, pacienții bolnavi sau suspectați de holeră au fost internați la Bechet, Zimnicea și Turnu Măgurele, în lazarete. La rândul lor, trupele cantonate în zona Zimnicea – Turnu Măgurele au fost inspectate de către Dr. Mezincescu și de către căpitanul Dr. Slătineanu (ultimul fiind și comandantul triajului local), care au avut îndatorirea de a decide, în ce măsură unitățile respective puteau pleca spre garnizoanele de reședință.
Ca efect al inspecției sanitare, o parte dintre unitățile și marile unități aflate la nord de Dunăre au fost oprite de la plecare, pentru a fi supuse observației medicale, fiind hotărâtă de către cei doi medici dispunerea în zone corespunzătoare de observație. La 14 august alte mari unități, unități și subunități oprite din deplasare s-au adăugat primelor. Ca efect, aglomerarea rezultată în zona punctelor de trecere a generat ea însăși probleme în ce privește aprovizionarea, precum și în ce privește asigurarea condițiilor necesare igienei colective și a celei personale. Acest lucru s-a asociat cu riscul de contaminare a altor unități militare, precum și a populației civile din localitățile din arealul în care trupele au fost concentrate, cu atât mai mult cu cât militarii suportau cu greu consecințele lipsurilor de tot felul și ale ploilor.
În intervalul 15-16 august 1913, Carol I a efectuat o inspecție a lazaretelor și a trupelor oprite pentru inspecția medicală, la Turnu Măgurele și Zimnicea, posibil ca efect al discordanței sesizate de monarh în rapoartele care i se făcuseră. Aflat la fața locului, Carol I a luat contact cu dorința insistentă exprimată de către comandanți și de către medicii unităților, de a pleca pe cât posibil mai repede în garnizoanele de reședință. Acolo, conform acestora, măsurile de igienă ar fi putut fi mult mai bine aplicate.

Totuși, în perioada următoare numărul unităților supuse observației medicale a scăzut, astfel că, la 18 august Dr. Slătineanu a putut raporta că trupele oprite în zona Turnu Măgurele, a căror inspecție căzuse în sarcina sa, pot pleca. Conform istoricului Ion Giurcă însă, avizul de plecare către garnizoane dat de doctorul Slătineanu a fost în fapt un efect direct al inspecției făcute de către Rege.

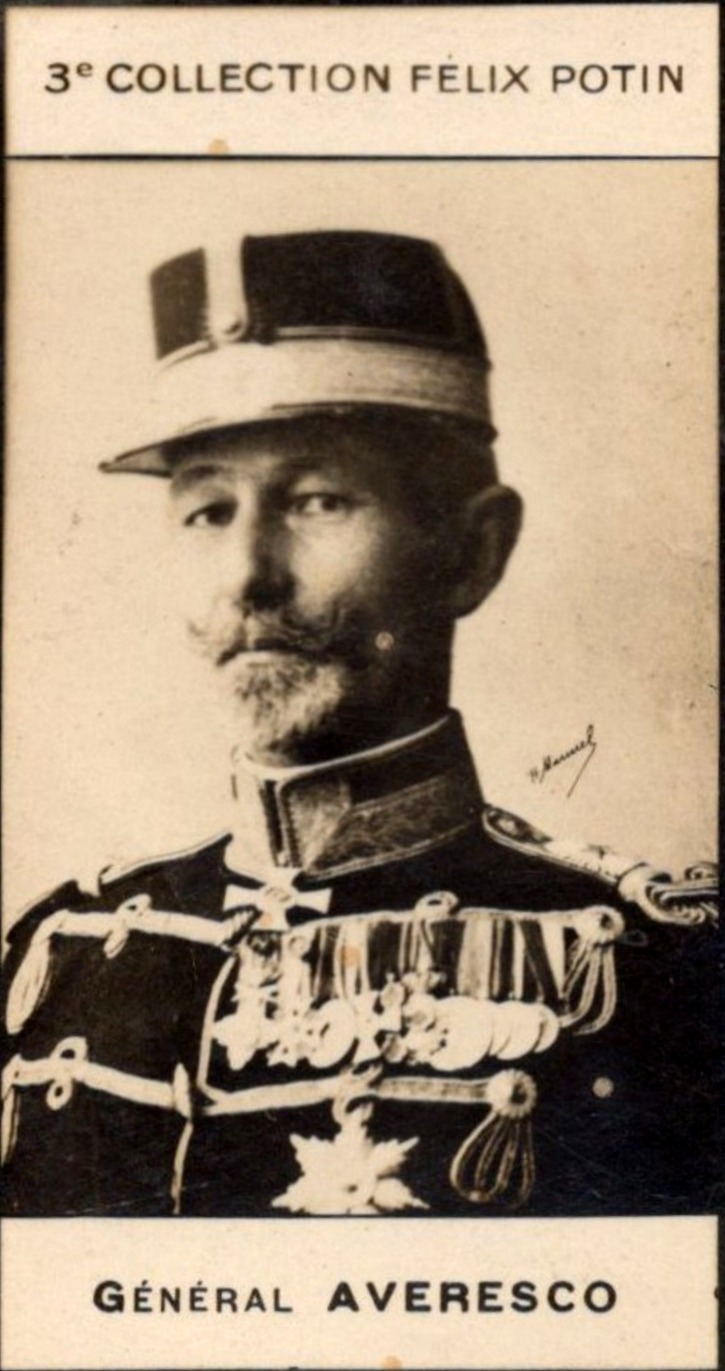
Alexandru Averescu a fost autorul unei grave erori de apreciere, privitoare la riscul de reizbucnire a epidemiei, odată trupele revenite în țară.

A existat în mod clar un dezacord între punctul de vedere al Direcției Sanitare, subordonată Ministerului de Razboi și respectiv măsurile  asociate de ordin sanitar, adoptate de către inspectorii sanitari, versus punctul de vederea al Statului Major General. Acest dezacord a fost scos în evidență de generalul Alexandru Averescu în „Raportul general asupra operațiunilor de la decretare mobilizării și până la trecerea Dunării„, semnat de acesta la 23 august 1913. Astfel, generalul Averescu a opinat în raport că, instituirea măsurii de observare sanitară de către Serviciul Sanitar a fost în fapt expresia unei exagerări a stării de lucruri, cu efect perturbator al evacuării, procedându-se „cu foarte mare dezordine” în timpul evacuării, în contexul în care conform acestuia, procedurile de instalare „peste măsură”  a trupelor în zonele de observare „au fost cu desăvârșire nejustificate”. Cei 300 de membri ai Forțelor Armate, găsiți ca fiind purtători de vibrion holeric printre cei examinați, au reprezentat un fapt considerat de Averescu ca fiind nesemnificativ.
Raportul lui Averescu fusese de altfel precedat de un raport al generalului Hârjeu, în calitatea sa de ministru de Război, adresat Regelui Carol I după ce Hârjeu a primit raportul de pe teren al colonelului A. Referendaru. În raportul său, Hârjeu a consemnat că nu existaseră „decât un neînsemnat număr de victime”, în condițiile reale ale unui număr de peste 1000 de morți în armată și a peste 5.000 de bolnavi de holeră și alte boli, până la acel moment. Conform istoricului Ion Giurcă, raportul lui Hârjeu a tins de asemenea să supraevlueze rolul ministrului de Război în lupta antiepidemică, dar în același timp a și initenționat să contracareze unele afirmații care au apărut ulterior în raportul lui Averescu.

Cu toate acestea, ordinul Ministerului de Război, care a reflectat punctul de vedere al Serviciului Sanitar bazat pe rezultatele controalelor medicale preexistente, a impus „ca toate trupele să fie oprite după trecerea Dunării spre a fi examinate”. În contextul numărului de purtători de holeră indentificați ca efect al inspecției, opinia generalului Averescu s-a dovedit a fi o greșeală gravă de evaluare e pericolului de reizbucnire a epidemiei, astfel că post factum, membri Statului Major General au considerat că evacuarea a fost necesar să se deruleze, conform celor convenite cu cei doi medici specialiști în boli infecțioase, Dr. Babeș și Dr. Cantacuzino. Impunerea punctului de vedere al Direcției Sanitare a Ministerului de Război a avut astfel efecte pozitive, o situație de evidență a celor internați în lazaretele de pe malul nordic al Dunării din 18 august 1918, fiind edificatoare în sensul respectiv. Astfel, în cadrul acestora, în ziua respectivă existau 2257 de oameni cu o situație medicală neclarificată, fapt imposibil de ignorat de către cei care aveau în responsabilitate securitatea sanitară. Patru zile mai târziu, la 22 august 1913, la data emiterii ordinului de demobilizare a armatei, 1576 de militari se mai aflau în acele lazarete ca infectați și ca suspecți de a fi purtători ai holerei.

#### În cursul drumului spre garnizoanele de domiciliu
Este de menționat de altfel că, în cursul lunii septembrie 1913 s-au consemnat în continuare îmbolnăviri și decese în rândul militarilor aflați în drum spre garnizoanele lor, sau în raioanele de carantină, în pofida faptului că beneficiaseră de controalele efectuate în zonele de observație medicală
Astfel cum a consemnat un document aflat actual în arhiva Prefecturii Prahova, experiența plasării în carantină cu scopul de a preveni răspândirea holerei, la revenirea în zonele de origine ale unităților, a fost prilej de amărăciune pentru militarii întorși din Bulgaria. Conduși la război în entuziasmul general al populației, cu fanfare și cântece patriotice, la întoarcere au fost priviți cu teamă și suspiciune și păziți de jandarmi dispuși în jurul bivuacurilor.

Alături de militarii retrași peste Dunăre, a fost vaccinată și populația civilă din orașele prin care au trecut aceștia, precum și din satele în care a fost declarată epidemie. În octombrie 1913, focarele de holeră erau în mare parte stinse și viața începea să reintre în normal. Ultimele focare izolate de boală, apărute ca urmare a lăsării la vatră a unor militari contaminați, au fost stinse la trei luni de la sfârșitul epidemiei în armată.
O situație specială s-a întegistrat în București și Ilfov, unde în mod particular s-au aplicat măsuri de profilaxie rațională (în special în ce privește apa potabilă), un merit particular în acest sens revenind medicului șef al Capitalei, Dr. Orleanu și medicului Victor Babeș. Astfel, alimentarea cu apă potabilă s-a făcut în mare parte din surse freatice, fiind suplimentată inițial cu apă de suprafață filtrată. La cea din urmă s-a renunțat, în momentul în care sursele de suprafață au devenit suspecte. Mai mult, în zonele periferice, unde apa nu putea ajunge prin conducte, fântânile de suprafață au fost închise, fiind înlocuite cu puțuri care puteau furniza apă la robinet. De asemenea, anchetele epidemiologice precum și izolarea cazurilor s-au făcut rapid, iar populația din jurul potențialelor focare a fost rapid vaccinată cu un vaccin de bună calitate. O atenție particulară în ce privește vaccinarea a fost acordată personalului sanitar, măturătorilor de stradă, servitorilor din oraș și ofițerilor de poliție, precum și lucrătorilor din fabrici, care au beneficiat de două serii de vaccinare. Nu în ultimul rând, atât dezinfecțiile cât și explorarea bacteriologică a bolnavilor și suspecților s-au efectuat temeinic.
Pe tot parcursul iernii, după remisiunea epidemiei, a fost continuată munca activă de detectare a bolnavilor și purtătorilor de bacili, fiind vizați atât foștii conducători de camioane de aprovizionare, cât și foști bolnavi, sau recruții din zonele în care fuseseră focare de holeră. Cazuri izolate au mai apărut ici și colo, la începutul lunii decembrie 1913.

### Implicarea civililor
Cu ajutorul unor doamne din aristocrația și din burghezia vremii, organizate și mobilizate de principesa moștenitoare a tronului, au fost organizate spitale de campanie, centre de carantină și de refacere, s-au repartizat alimente și medicamente destinate celor bolnavi și a fost sprijinită asistența medicală a trupelor.
Printre cei care și-au adus un aport activ la lupta împotriva holerei și nu au fost cadre medicale, s-au aflat alături de principesa Maria, care a dovedit curaj și a determinat apariția unor sentimente de admirație în rândul militarilor, monseniorul Vladimir Ghika, ce a îngrijit bolnavi în lazaretul de la Zimnicea. Eliza Brătianu și ea plecat la 17 iulie 1913 spre teatrul de operațiuni, la comanda unei ambulanțe cu 180 de paturi.

## Efectele
Există opinia că numărul de bolnavi și decedați este mic, raportat la întreg efectivul trupelor care au trecut la sud de Dunăre, dar datele referitoare la acest aspect sunt contradictorii.

### Efectele directe
| “                        | Și-am zis verde de doi brazi – Dar la pomii depărtați Zac o parte dintre frați De holeră secerați, Mii și sute-nmormântați – De Domnul fie ertați ! | ” |
| — Cântec bătrânesc, 1913 | |   |

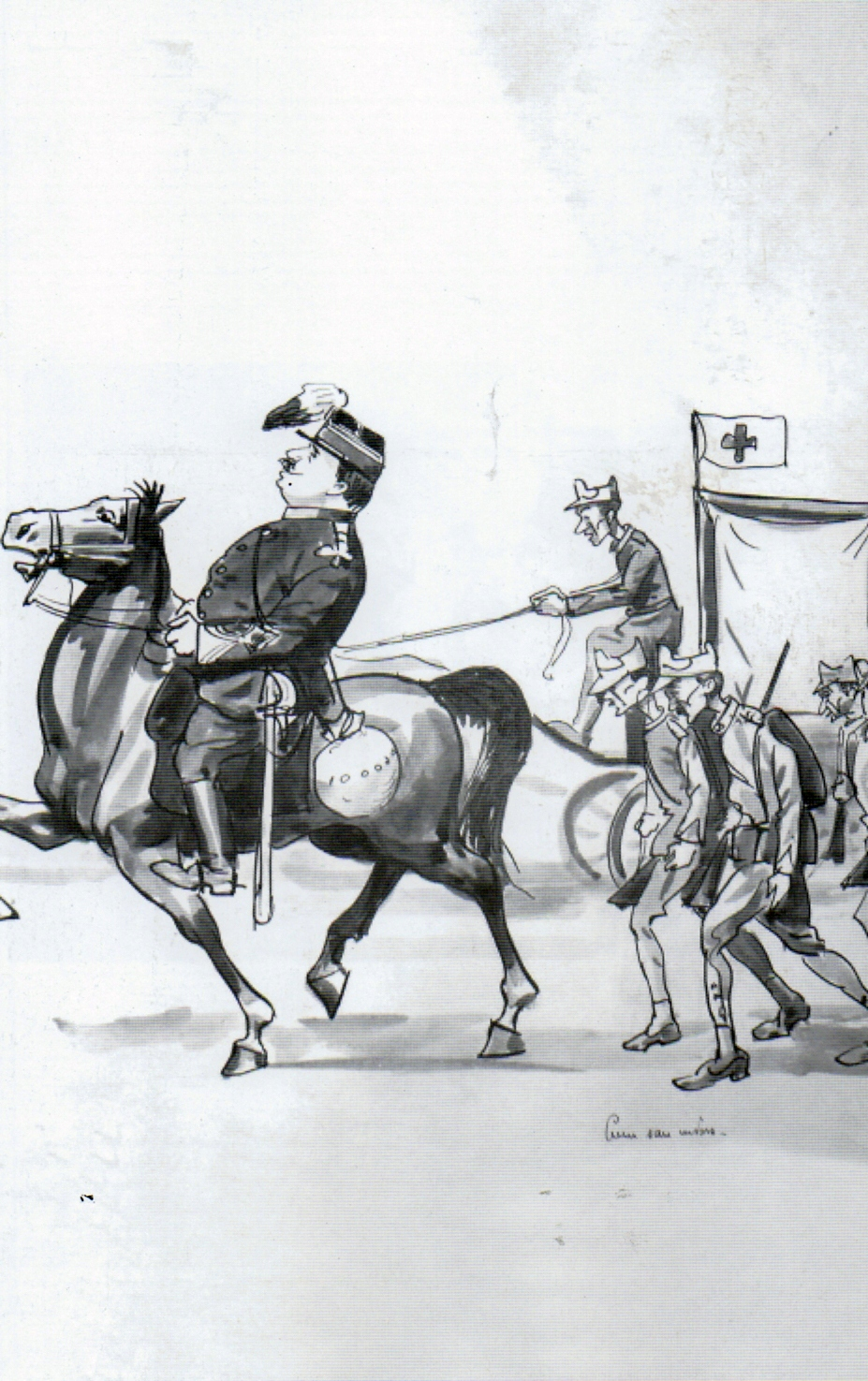
„Cum ne-am întors” – caricatură din 1913 de Nicolae Petrescu-Găină, referitoare la campania din Bulgaria.

La încheierea campaniei din Bulgaria, au fost consemnate conform istoricului Leontin Stoica, exceptând cazurile din interiorul țării, 1611 decese prin holeră, la un efectiv total mobilizat de 10.600 ofițeri și 460.000 trupă. Corpul 1 Armată a fost cel mai afectat, înregistrându-se aici 2.500 de cazuri, drept efect al faptului că militarii săi au plecat nevaccinați, în timp ce medicilor corpului li s-a promis că li se vor trimite din urmă seruri și vaccinuri. Totalul bolnavilor înregistrați în unele documente de arhivă s-ar ridica la 15.000 de cazuri. Conform lui Victor Babeș, mortalitatea inițială dată de boală, de 10 %, nu s-a modificat în esență odată cu ameliorarea îngrijirilor medicale, incluzând vaccinarea (mortalitatea globală fiind conform aceluiași, de circa 11 %). Au existat cazuri de unități avansate, în care s-a îmbolnăvit 10 % din efectiv, precum și cazuri în care mortalitatea a ajuns la 25 % din cei bolnavi (maxim 30 %, conform medicului Victor Babeș, însă).
Totuși, cifrele statisticilor referitoare la numărul de morți datorați epidemiei diferă de la o sursă la alta, precum 1.087 de morți afirmați de către generalului Averescu, sau 1.150 conform cifrei avansate de diferite medii de informare. Aceasta poate avea drept origine raportarea diferită a cauzei deceselor și existența unor perioade diferite de evaluare, nesuperpozabile fiind și cifrele raportate la nivelul unităților și subunităților, față de cele consemnate de Statul Major General. Istoricul Ion Giurcă dă astfel credit cifrei de 1150, ca fiind cea mai apropiată de realitate. Într-un articol din anul 2020, medicul infecționist Prof. Dr. Emanoil Ceaușu a consemnat însă ca cifră a totalului deceselor provocate de epidemia de holeră, 2705 de morți.
Deși militarii au fost semnificativ afectați, datorită rigurozității în aplicarea măsurilor sanitare numărul de victime în rândul populației civile a fost redus, conform istoricului Leontin Stoica, deși Dr. Victor Babeș a consemnat în 1914 cifre precum 5700 de cazuri cu 3000 de decese (52 % mortalitate globală, cu maxim de până la 70 %).
Cele mai afectate districte au fost cele situate de-a lungul Dunării, în jumătatea lor limitrofă fluviului, precum și de-a lungul marilor râuri care se varsă în Dunăre (mai puțin județele Constanța, Covurlui și Tulcea, inclusiv Delta). Bucureștiul și Ilfovul au beneficat de un context special, deoarece măsurile sanitare luate aici au fost mai riguroase. Regiunea Moldovei a fost, în cea mai mare parte, în mod practic ocolită de boală.

### Analiza postbelică
Dezvoltarea armatei după obținerea independenței țării, fără să se țină seama de priorități, a dus la deficiențe în ce privește serviciile sanitar, de intendență și subzistență. Eroarea fundamentală înregistrată în 1913 a constat în lipsa de prevedere, în ce privește capitolul bolilor contagioase. Conform profesorului Dimitrie Gerota, se știa dinainte că, alături de nepregătirea completă a rezervei și marșurile forțate, „depărtarea trupei de coloana de subzistență, îmbrăcămintea și medicamentele insuficiente vor aduce după sine pierderi în oameni prin oboseală, foame și epidemii”.
Pe de altă parte, considerarea epidemiei drept secret militar în primele săptămâni de la declanșare, a crescut numărul victimelor, deoarece a dus la întârzierea luării unor măsuri care se impuneau.

#### Ancheta
La sfârșitul anului 1913, Marele Stat Major a întocmit o „Dare de Seamă” referitoare la lipsurile și deficiențele observate la mobilizare, care s-a vrut o analiză obiectivă și serioasă referitoare la modul în care a avut loc campania din vara anului 1913. Dintre cele cinci capitole distincte, unul a fost dedicat Serviciului Sanitar. Ulterior campaniei, a fost de asemenea instituită o comisie de anchetă, care a formula concluzii de interes general, utile Serviciului Sanitar de campanie.
Epidemia a constituit astfel un subiect de analiză și de gândire pentru factorii responsabili, ceea ce a condus la evidențierea unor lacune în organizarea și funcționarea Serviciului Sanitar al Armatei, cu atât mai mult cu cât în campania respectivă nu a fost vorba de operațiuni propriuzis militare. Printre cei care au fost acuzați pentru disfuncționalitățile și erorile Serviciului Sanitar al Armatei României, s-a aflat cel care a condus respectivul serviciu până în toamna anului 1912, generalul Constantin Papilian. Anchetarea evenimentelor a fost realizată de către o comisie guvernamentală numită ad-hoc, un raport personal fiind scris de către generalul Atanasie Demosthene. În aprilie 1914, în replică, Papilian a a expediat lui Ion I. C. Brătianu, care era Ministru de Război în aprilie 1914, o pledoarie pro-domo de 40 de pagini.
Deficiențele înregistrate în ce privește acțiunile Sericiului Sanitar al armatei României, nu au fost singulare în epocă. Astfel, nici Serviciul Sanitar bulgar nu a putut face față epidemiei în timpul Primului Război Balcanic și divizii întregi au fost atinse de holeră, unul dintre motive fiind acela al unei organizări defectuoase, cu medici „de cancelarie” și cu așa-ziși medici de comenzi, care, au neglijat activitatea de inspecție sanitară.
De altfel, situația Serviciului Sanitar nu a fost singulară, existând în general în timpul mobilizării probleme la unitățile de rezervă și la servicii, drept efect al unei organizări insuficiente a acestora, în conformitate cu termenele și prevederile stabilite de Marele Stat Major.

#### Deficiențe înregistrate
Lupta împotriva epidemiei a pornit de la evidența faptului că, au lipsit atât la unități cât și la formațiunile sanitare ale marilor unități medicamentele necesare, chiar cele mai uzuale. Nu numai medicamentele, ci și materialele sanitare au fost insuficiente, lipsind dezinfectantele chiar și la spitalele de contagioși (un exemplu este spitalul din Orhani, astăzi Botevgrad), cea mai mare unitate de holerici de acest fel, unde nu exista decât lapte de var (este de menționat că, în localitate au rămas 100 de morminte de soldați români...). De asemenea, numărul de medici activi (324) și de rezervă (648), raportat la efectivul mobilizat în 1913, a fost insuficient. Mai mult, asupra acțiunilor a grevat faptul că imunizarea ca efect al vaccinării nu era bine studiată și nici reglementată, în epocă.
Astfel, conform istoricului Leontin Stoica, s-au remarcat în aceeași perioadă (respectiv în 1914) în Franța deficiențe de reglementare și de concepție similare. Prin urmare, deși vaccinul creat de către Almroth Wright împotriva febrei tifoide fusese testat cu succes în timpul Războiului anglo-bur, de abia în anul 1914 a fost votată de către Parlamentul francez legea vaccinării antitifice obligatorii în armată, iar profesorul Vincent, producătorul vaccinului, a stabilit prea multe contraindicații în ceea ce-l privea pe acesta, datorită faptului că s-a temut de accidente. Drept efect, el a hotărât în iunie 1914 în condițiile iminenței declanșării Marelui Război, începerea vaccinării la 1 octombrie 1914. Efectul tragic al acestor măsuri a fost reprezentat de faptul că, armata franceză s-a îmbolnăvit în masă de febră tifoidă imediat după prima bătălie de pe Marna.
La rândul său, atașatul militar român de la Belgrad, Henri Cihoski, a notat într-un raport din iulie 1913 faptul că medicii sârbi nu aveau încredere în vaccinul antiholeric.”
| “                 | Lipseau chiar cele mai uzuale, din care cauză nu s-a putut combate de la început cu energia necesară epidemia de holeră. Nici gențile sanitare de la companii, escadroane și baterii nu erau complete. Formațiunile sanitare din urmă aveau parcurile de medicamente goale. Cine își amintește de măsura luată de medicii noștri, care, atunci, ca și în ultimul război, au plătit tributul lor, de a înlocui, spre a alina suferințele bolnavilor, picăturile antiholerice prin zeamă de coarne fierte, coarne culese de sanitari din păduri, în lipsa altor medicamente. | ” |
| — Ion Cantacuzino | |   |

Chiar din anul 1911, Direcția a 6-a Sanitară a solicitat un credit de 4 milioane lei aur, precum și 5 milioane de lei pentru spitalele permanente, alcătuind un plan de repartiție pe trei ani, 1912-1914. Pentru materialul de mobilizare, în primul an s-au repartizat Serviciului Sanitar 1,5 milioane de lei prin credite, iar pentru spitalele permanente, 800.000 de  lei. Calculul nu a luat însă în considerare diviziile de rezervă, astfel că pe lângă cele zece divizii de infanterie, două divizii de cavalerie și o brigadă de călărași, la 23 iunie 1913 au fost mobilizate în cadrul celor cinci corpuri de armată, ca trupe de rezervă cinci divizii și încă trei brigăzi de infanterie. Este de remarcat în context că, șeful Serviciului Sanitaral Armatei, medicul Mihai Călinescu, deși considerat un „om de treabă”, era lipsit de orice inițiativă.
Una dintre problemele întâlnite a fost reprezentată de dimensiunea stocurilor. Astfel, deși prin Decizia Ministerială nr. 254, la 17 mai 1915 a fost ordonată distribuția către unități a materialelor din depozite, materialele nu au ajuns la unități, deoarece depozitele nu au deținut tot stocul necesar. În dotarea unui batalion lipseau trăsurile de ambulanță, seriile de gutiere, păturile de lână, lada cu medicamente, lada cu pansamente, cârjele, aparatul Paff și dezinfectantele, în 1913 dotarea unei atari subunități fiind reprezentată doar de 1 cantină cordială, 1 paner mic de pansamente, 10 genți sanitare și 8 tărgi Percy. Deși o mică parte din materialele care lipseau batalionului se găseau în dotarea regimentului, acestea nu puteau fi folosite de către batalioane. Centralizarea excesivă, respectiv inexistența unor depozite regionale, a contribuit și ea la faptul că batalioanele au plecat fără medicamente, existând un singur depozit sanitar – Depozitul Central din București, în a cărui sarcină cădea constituirea stocului de mobilizare al tuturor unităților.
Crearea de unități noi în ultimul moment s-a asociat atât incapacității mijloacelor de transport, cât și amestecului Marelui Stat Major în ce privește mobilizarea personalului medical de specialitate. Este de remarcat că  nu s-a mobilizat în campania din Bulgaria nici un spital de contagioși, printre formațiunile sanitare mobilizate aflându-se doar 15 ambulanțe divizionare, 5 ambulanțe de spitale de etapă, 1 spital de convalescenți și 10 trenuri sanitare. Doar Crucea Roșie a trimis la 16 iulie un spital mobil de 200 de paturi, la Turnu Măgurele, ajuns ulterior la Teliș în Bulgaria, unde a îngrijit pacienți cu holeră. Acesta a fost readus la 11 august 1913, la Turnu Măgurele. De asemenea, față de numărul de 2.000 de medici necesar, consemnat în tabele, armata a mobilizat pentru toate formațiunile sanitare doar 972 medici, dintre care 324 activi și 648 de rezervă. Centralizarea excesivă s-a dovedit a avea și asupra mobilizării acestora un impact negativ,  iar ca efect al avansului rapid al trupelor, serviciile sanitare au rămas în urmă.
Campania derulată a reprezentat, printre altele, un nou exemplu al permanentei probleme reprezentate de raportul dintre medicii militari activi și cei aflați în rezervă.  Deși medicii activi participaseră la două manevre (în 1912 și 1913), fiind instruiți în ce privește profilaxia bolilor infecțioase și igiena, în război, personalul sanitar rezervist nu a fost chemat din timp pentru instruire, pentru a avea ocazia de a fi pus în contact cu îndatoririle de serviciu atribuite prin mobilizare, astfel cum erau acesta prevăzute în regulamentul din februarie 1913. Mai mult, unii dintre ei nu au luat contact cu acesta nici la mobilizare, iar măsurile teoretice pentru care fuseseră anterior instruiți medicii militari, nu par a fi fost aplicate. Astfel, de exemplu, conform generalului Nicolae Vicol nu a fost repartizat armatei în ce privește combaterea bolilor infecțioase, nici măcar un singur microscop. De remarcat este și că, personalul sanitar inferior nu a fost reprezentat numai din sanitari cu instrucție de specialitate, la companii. De regulă, acest personal a provenit din milițieni luați de la trupă.
Un punct de vedere particular asupra aplicării pe teren a măsurilor sanitare a fost consemnat de Lev Troțki, pe atunci corespondent de război al unui ziar rus. Astfel, acesta a relatat că printre medicii militari s-au aflat unii care s-au temut să se apropie de bolnavi, iar alții „mai vigilenți” i-au examinau chiar prin binoclu. Personalul sanitar inferior, la rândul său a început să moară din cauza lipsei de dezinfectante, iar „cei rămași au fugit care încotro”. În contrapartidă, maiorul medic Cesare C. Popovici din Regimentul 14 Infanterie, în corespondența sa i-a învinuit pe medicii civili că nu au luat contact cu holericii.

Râul Iskăr a fost principalul curs de apă interioară din Bulgaria, de-a lungul căruia s-a propagat epidemia.

Nici carantinarea nu a fost scutită de erori. Astfel, atunci când au apărut primele cazuri de holeră printre căruțașii care se întorceau în România, au fost amenajate puncte de carantină înaintea trecerii fluviului. În cadrul acestora nu s-a realizat însă separarea cazurilor și nici nu a fost pusă la punct activitatea de monitorizare. Epidemia s-a propagat, astfel, rapid de-a lungul drumurilor pe care se făcea aprovizionarea Armatei de Operații, inclusiv în România. Pe de altă parte, deși a devenit rapid evident că epidemia se propaga de-a lungul cursurilor de apă și în special de-a lungul râului Iskăr, nu a fost luată inițial nici o măsură legată de acest aspect.
Ulterior, în zona situată la nord de Dunăre unde, trupele demobilizare au fost supuse procesului de triere, supraveghere și vaccinare, unele unități au părăsit arealul fără a fi fost vaccinate, iar incintele fără a fi fost acestea dezinfectate în urma lor, contrar ordonanțelor militare. Soldații au continuat, de asemenea, să bea apă infectată, iar efectele militare ale acestora nu au fost dezinfectate. Mai mult, în zonele de carantină au continuat să pătrundă soldați ai altor unități decât ai celor carantinate, care au primit de la cei aflați în carantină efecte și carne de pește infectată. În mod vizibil astfel, epidemia s-a propagat de-a lungul marilor râuri interioare ale Munteniei.

### Polemica româno-bulgară
| “                                 | Este stabilit că soldatul român este foarte murdar și se hrănește fără să facă alegerea mâncărurilor: mămăligă nefiartă, fructe și verdețuri crude, bea apă chiar murdară și altele. | ” |
| — Ziarul Volya, 14 noiembrie 1913 | |   |

Conducerea militară română a învinuit populația bulgară și pe prizonierii turci de apariția bolii, în timp ce bulgarii prin vocea Dr. Russeff, directorul Serviciului Sanitar bulgar, în toamna anului 1913 au învinuit trupele române. Astfel, Dr. Russeff a publicat un raport prin care a acuzat armata română de neglijență care, a avut ca efect extinderea epidemiei, drept consecință a lipsei de igienă și a murdăriei în care trăiau soldații acesteia. Raportul, ale cărui concluzii au apărut la 14 noiembrie 1913 parțial, în ziarul Volya, a fost dezbătut in extenso de presa din țara vecină și a concluzionat în mod simplu și discreditant pentru români precum că, armata de invazie nu a făcut nimic cu scopul de a stopa holera să se răspândească la civili. Dimpotrivă, conform acestuia, românii chiar s-au străduit să răspândească boala pe cât posibil mai mult, prin contaminarea directă sau indirectă. În numărul său din 17 decembrie 1913, ziarul Bulgaria a afirmat și el că holera s-a datorat invadatorilor români. Evenimentul bolii fost, astfel, incriminat cu determinare și drama comună, reprezentată de izbucnirea bolii, a fost transformată într-un act tragic, pe care agresorii români l-ar fi orchestrat și l-ar fi pus la cale.
Raportul Russeff a scos în evidență faptul că în regiunile Vrața, Plevna, Vidin și Târnovo, ocupate de militarii români și în care se afla o populație de 1.372.894 locuitori, se înregistraseră aproape 14.000 de bolnavi și 6.700 de decese, rata acestora fiind de 48,5 %. Spre diferență de cele 4 regiuni, în regiunile Burgas, Varna, Kiustendil, Rusciuk, Sofia și Filipopol, unde condițiile de viață erau similare, dar populația era mult mai mare, ravagiile produse de holeră fuseseră mai mici. De asemenea, Armata României suferise cele mai mari pierderi datorate bolii, față de celelalte armate. Per total însă, Bulgaria înregistrase 18 819 pacienți, din care aproximativ 51 % (mai exact 9.256) au decedat. 

Imediat după venirea sa la Vrața, însă, Dr. Cantacuzino a efectuat un sondaj epidemiologic rapid, în urma căruia s-au consemnat date relevante. Acestea au scos în evidență faptul că holera fusese prezentă în oraș încă din ianuarie 1913, printr-un grup de 40 de bolnavi din rândul a 800 de prizonieri de război turci și în iunie 1913 în rândul populației civile. Consemnate în rândul unor bulgari veniți din Tracia, acestor cazuri li s-au adăugat ulterior, în aceeași lună, cazuri survenite într-o familie din parta locului. Asociate atât faptului că, trupele române la trecerea Dunării erau lipsite de holeră, precum și existenței multor altor cauze de contaminare consemnate în notele Dr. Cantacuzino (vezi mai sus subcapitolul referitor la cauzele epidemiei), datele respective au demolat acuzațiile bulgare precum că românii ar fi adus holera în Bulgaria. Cu toate acestea, românii nu s-au lăsat nici ei mai prejos ca bulgarii, ultimii fiind priviți cu o superioritate disprețuitoare de către primii. Bulgarii au fost astfel demonizați în mod înverșunat, drept fiind cel mai crud, mai sălbatic și mai primitiv popor din civilizata Europă, aceasta simțindu-se chipurile scârbită la acel moment de respectivul fapt.

### Efectele indirecte

Crucea „Meritul Sanitar”clasa a II-a cu însemne de pace,avers și revers, model 1913

Pentru a răsplăti atât personalul medical de specialitate, cât și ca pe cei care ajutaseră în cursul celui de-Al Doilea Război Balcanic în mod voluntar, lazaretele și spitalele care se ocupaseră de bolnavii de holeră, a fost instituită tot în anul 1913 de către statul român, Crucea „Meritul Sanitar”.
Miile de victime ale holerei au rămas numai în preocupările istoricilor, ignorate fiind de autorități, deoarece propaganda românească s-a ocupat mai ales de mobilizarea și de victoria în război.
În perioada care a urmat Pacii de la București, până la intrarea țării în Primul Război Mondial, ca efect la experiențelor din Bulgaria, s-a încercat atât dotarea armatei cu materialul sanitar necesar, cât și pregătirea și completarea personalului sanitar necesar unei viitorare campanii militare.
Trei ani mai târziu, în contextul în care în spațiul Dobrogei au fost concentrate o serie de vulnerabilități ale Regatului României de sorginte geopolitică  precum: poziția transdanubiană, vulnerabilități cu caracter etnic (astfel cum a fost de numărul mare de etnici bulgari și de turci) și vulnerabilități igienico-sanitare, reprezentate de existența focarelor epidemiologice - cu predilecție în Cadrilater, totuși izbucnirea de holeră din 1916 a fost stăpânită prin măsuri intense, chiar și în condițiile ofensivei bulgaro-germane și a mișcării continuei mișcări de trupe și de civili. Experiența dobândită în cel de-Al Doilea Război Balcanic a impus, de asemenea, vaccinarea preventivă împotriva bolii, realizată anterior intrării în campanie. Pe teritoriul zonei principale de operații dintre Carpații Meridionali și Dunăre au existat doar focare izolate de holeră, spre diferență de zona Dobrogei, unde lucrurile s-au complicat (cu toate acestea cazurile de holeră, care începuseră să se extindă la începutul conflictului, au fost rapid izolate).
Este de remarcat că, evoluția situației în contextul celor peste un milion și jumătate de vaccinați în mod sistematic, din România anilor 1913 și 1916, a permis îndepărtarea definitivă a dubiilor pe care vaccinarea antiholerică, discreditată anterior, le ridicase până în acel moment în ce privește eficacitatea. La bază însă au existat și premisele favorabile reprezentate de metodica, relgularitatea și rigoarea impuse de disciplina militară.
Experiența acumulată în practică la reîntoarcerea trupelor s-a transformat într-un model pe care, Regina Maria la replicat în perioada Primului Război Mondial, la o cu totul altă dimensiune.
|

### Perspectiva memorialisticii și a literaturii de război
| “                     | Holera care izbucnise, făcea cu neputință continuarea unei acțiuni care, de altfel, zdrobind rezistența bulgarilor față de sârbii și grecii care înaintau, își atinsese scopul. | ” |
| — Nicolae Iorga, 1934 | |   |

În general, participarea trupelor române la cel de-Al Doilea Război Balcanic a făcut subiectul unor memorii, articole și lucrări de loc măgulitoare cu referire la subzistența, intendența și Serviciul Sanitar care acționaseră în respectiva campanie militară. În ce privește opinia publică, conform profesorului Marcel Proca aceasta reflecta părearea că după 35 de ani de independență a țării, Armata României trebuie să dispună de mijloacele necesare purtării unui război.

Holera din perioada aflată în cauză, atât prin formele de manifestare cât și prin numărul mare de victime, i-a marcat în mod profund pe toți combatanții, ceea ce a dat o dimensiune apocaliptică mărturiilor epocii despre boală. Sensibilitatea contemporanilor avea să fie marcată în mod profund de suferința și neputința în fața „morbului holerei”, în mod predilect a celor care au luat în mod direct contact cu consecințele epidemiei.
În memoria martorilor oculari, imaginea spitalului din Orhanie, unde s-a înregistrat cea mai mare mortalitate și de unde conform propagandei bulgare, zilnic ajungeau la groapa comună 30-40 de morți, a rămas una sumbră. Astfel, în timp ce din unele încăperi se auzeau gemetele celor bolnavi, în altele „dănțuiau“ cei vindecați, iar alături într-un alt pavilion unde muribunzii de-abia mai răsuflau, cei care mureau erau duși la groapa cu var. Acolo, o movilă de pământ cu o cruce deasupra amintea de faptul că în acel loc se odihneau pentru veșnicie soldați români.
Printre cei care au raportat despre evoluția bolii în statele balcanice se numără colonelului Cihoski, aflat în misiune în iule 1913 în Regatul Serbiei, în calitate de atașat militar pe lângă Marele Cartier General sârb. Constantin Argetoianu, care la acel moment era medic al Diviziei 2 Infanterie din Corpul 2 Armată, a consemnat în memoriile sale publicate cu titlul „Pentru cei de mâine: amintiri din vremea celor de ieri”, cele întâmplate. Aceste memorii au oferit în mod punctual o radiografie fără milă a modului în care trupele române au plecat la război și în care s-au confruntat cu boala. Cuvinte de loc măgulitoare, despre inconștiența și dezinteresul autorităților, au fost consemnate de către Lev Troțki, în acele vremuri corespondent de război pe teatrul de luptă de la sud de Dunăre, în cartea sa „România și războiul balcanic”.
Realitatea bolii a avut reflectare și în versuri populare. Astfel, nici nu ajunseseră din nou trupele la Dunăre și deja se născuse un cântec bătrânesc.
| Mărturii și opinii |
| --- |
| Constantin Argetoianu în cartea sa Pentru cei de mâine: amintiri din vremea celor de ieri , vol. II (partea a IV-a. 1913-1914) Dacă n-ar fi fost holera, Campania noastră din 1913 ar fi fost o simplă plimbare căci n-am avut prilejul să dăm nici o luptă. Holera ne-a secerat multă lume și ne-a dovedit că serviciile noastre sanitare erau nule. Am rămas însă cu iluzia că aveam o armată. Câteva lupte ne-ar fi dovedit că și armata era în halul serviciului sanitar. “ ” Preotul Dumitru Brumușescu, atașat al Regimentului 14 Artilerie Am ajuns noaptea târziu [la Orhanie], pe un întuneric de păcură. Am cantonat în partea de vest a orașului lângă cazărmile bulgărești, unde muriseră de holeră prizonierii turci. Cum soldații noștri erau obosiți de tot și cum era un întuneric de nepătruns, ei au luat paiele care le-au găsit, și-au făcut din ele așternut și-au dormit tun, fără să știe că dormeau în culcușul morții. A doua zi, la lumina soarelui, văzându-se murdăria locului și a paielor s-a constatat că aceste paie slujiseră turcilor bolnavi de holeră. Doctorul Ștefănescu care a făcut această constatare, raportă numaidecât cazul d-lui colonel și interveni pe lângă dl. g-ral Frunză spre a se da ordin să se mute cât mai degrabă parcul într-o parte mai sănătoasă. “ ” Din periodicul Viața RomâneascăLa 14 iulie, continua sä vie bolnavi mulți. La 8 dimineața plec cu un coleg să vizităm bolnavii în spitalul din Orhanie. Sunt instalați într-o cameră mare a cazarmei, care nu putuse fi curățită, fără paturi, culcați pe jos, în uniforme, cu figura trasă ,vineție, caracteristică, foarte slăbiți, cu degetele sbârcite, abia având putere să se mai vaite sau să ceară apă, - unii delirind și având mișcări spasmodice în brațe și mâini, vărsând pe scânduri, făcându-și celelalte nevoi tot acolo. Nimic pentru îngrijirea bolnavilor, nici măcar vase pentru apă. Am văzut multe mizerii, dar aceasta le întrecea pe toate. Erau 77 bolnavi dintre care 5 muriseră. Ambulanța corpului de armată sosise și se ocupa, împreună cu medicul șef al corpului I, de organizarea spitalului; dar lipsa de mobilier, de vase, de rufărie, de aparate medicale, de medicamente, chiar de antiseptice, făcea inutilă prezenț a medicilor. “ ” Regina Maria, ulterior anului 1913 Nu pot să nu consider acel contact brusc cu holera ca pe un moment de cotitură în viața mea. Trecând cu vederea ordinul conform căruia femeilor li se interzicea să treacă Dunărea, eu am făcut o vizită rapidă în partea bulgară. Acolo, într-un spital uitat de lume, am văzut mulți dintre soldații noștri fiind abandonați și murind din lipsă de îngrijire medicală. A fost un mare șoc pentru mine. Uitându-mă în jur, am simțit că ceea ce se dorea era un lider, cineva suficient de sus plasat încât să impună autoritate și cineva care, rămânând calm, putea deveni un punct de sprijin când alții începeau să-și piardă capul. M-am grăbit înapoi la Sinaia să vorbesc cu Unchiul, și mi-am susținut cauza cu atâta tărie încât am obținut permisiunea lui să conduc lagărul de holerici de la Zimnicea. După groaznica experiență în mijlocul soldaților holerici, nu am mai fost niciodată aceeași. Realitatea m-a lovit într-un asemenea mod încât nu mai puteam uita vreodată și, învățând ce însemna cu adevărat serviciul, mi s-a schimbat concepția asupra lucrurilor și s-a trezit în mine dorința de a fi de un real ajutor națiunii. Anumiți oameni din anturajul Unchiului l-au făcut să înțeleagă că aș putea fi cu adevărat utilă. Astfel, Regele Carol a început să mă privească ca pe cineva care, într-o bună zi, urma să-i continue munca. A încetat să mă vadă ca pe un elev și a început să-mi vorbească despre România ca unui coleg de breaslă. “ ” Generalul I. Seulescu, comandant al Brigăzii 4 Cavalerie, la 15 iulie 1913 Din trupa noastră pre puțini prezintă simptome suspecte, pe care doctorii îi evacuează la spitalul de izolați delângă Pirdop, unde se aduc bolnavii din Corpul IV Armată; noi însă suntem convinși că nu audecât un fel de holerină datorită mâncării excesive de corcodușe, care sunt din abundență prin locurile pe unde au trecut, astfel că se poate numi țara corcodușelor. “ ” Mărturie anonimă în ziarul Adevărul din 9 august 1913 La Orhania spectacolul a fost înspăimântător. Oameni zăceau abandonați unul peste altul în dejecțiunile celor morți. Pe o șea de deal, ambulanțele reușiseră șă întintă un cort de sub care apăreau figurile livide, sinistre, ale acelora care au cunoscut toate primejdiile îngrozitoarei epidemii. Camarazii l-au numit cortul fericiților, fiindcă ce fericire e mai mare decât să scapi din ghearele unei morți sigure ? “ ” Constantin Gane în 1915, în cartea sa Amintirile unui fost holeric. Apă ... aaapă ... aaaapă !!! Cea mai puternică, cea mai urâtă, cea mai grozavă amintire ce mi-a rămas din chinul boalei mele, este această rugăminte a însetaților să li se dea o apă, pe care cum o înghițeau o și vărsau pe jos, pe targă, pe haină,unde apucau... Și abia se ușurau de dânsa că începeau din nou să ceară: aaapăă !! “ ” |